# Petrolina
Petrolina é um município brasileiro, terceiro mais populoso do estado de Pernambuco. Está situado a 712 km da capital pernambucana, Recife. Em 2024, o IBGE estimou sua população em 414 083 habitantes. É o principal núcleo urbano do Sertão pernambucano, o décimo-terceiro maior do Nordeste, sendo a terceira maior do interior da região, e a 65ª do Brasil. Petrolina se situa na margem norte do Rio São Francisco, na divisa com o estado da Bahia, fazendo conurbação com o município de Juazeiro (BA). Integra a Região Administrativa Integrada de Desenvolvimento do Polo Petrolina e Juazeiro, a maior RIDE do interior do Nordeste.
Petrolina foi fundada em 1870. A sua região era frequentada assiduamente pelo capuchinho italiano frei Henrique, que realizava intensas prédicas missionárias pelos povoados ribeirinhos do Rio São Francisco. Em uma delas, o frei resolveu construir uma capela dedicada à Nossa Senhora Rainha dos Anjos, sendo a partir dessa construção que houve o crescimento populacional na região em que se localiza a sede municipal. Por volta da década de 1980, foram surgindo suas primeiras vinícolas irrigadas pelas águas do São Francisco, com isso, indústrias relacionadas à produção de vinho foram aparecendo. Atualmente, o município é constituído por três distritos, além da sua sede, sendo subdividida em 5 regiões com vários bairros.
Sexto município mais rico de Pernambuco, Petrolina foi apontada como uma das 20 cidades brasileiras do futuro na edição 2180 da Revista Veja, do dia 01 de setembro de 2010. De acordo com dados do Instituto Trata Brasil (dados de 2018) Petrolina atende 71% da sua população com esgotamento sanitário, apenas considerando o atendimento urbano atende 96%, deste 67% do que é coletado é tratado, e atende 100% da população com água. Petrolina foi reconhecida como a maior rede hoteleira da região turística do sertão do São Francisco e do Pajeú, contando com 2.115 leitos, distribuídos em 24 hotéis; diversos restaurantes, bares, centros comerciais, hospitais, Universidades e cursos de Turismo em níveis técnico e superior, segundo um estudo de competitividade realizado pelo Ministério do Turismo, Fundação Getúlio Vargas e o Sebrae Nacional.

## História

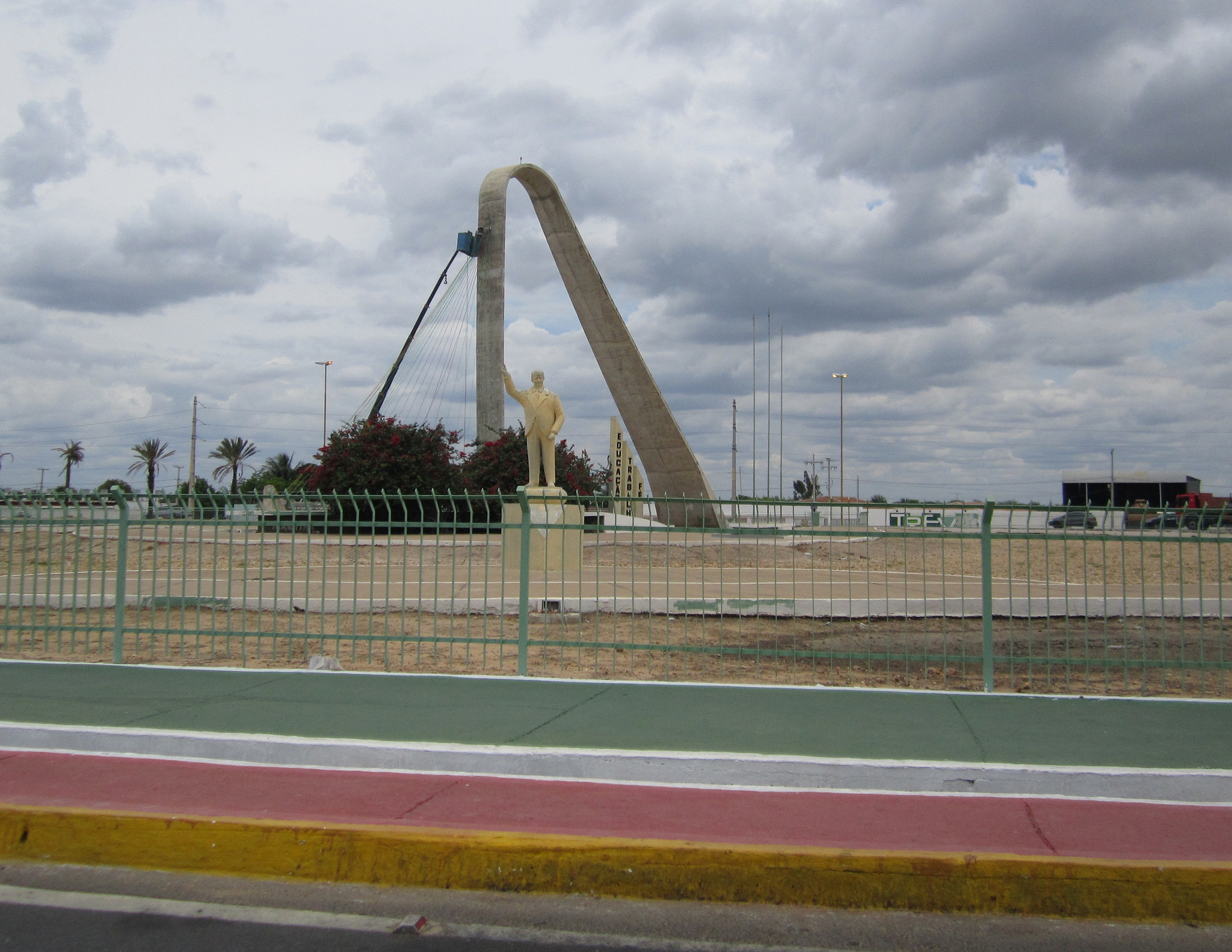
Monumento erguido em homenagem ao Centenário do município.

Segundo a tradição local, o território onde se encontra o município de Petrolina teria sido desbravado primeiramente por frades franciscanos, que trabalhavam na catequese dos índios da região. Os frades capuchinhos franceses contaram com o consenso do chefe índio Rodela, que deixou seu nome ligado a todo o médio São Francisco, conhecido como o Sertão dos Rodelas; já em 1674, Francisco Rodela recebia patente de capitão de aldeia. Foi grande a influência das missões dos frades capuchinhos, que contribuíram eficazmente para a ocupação do médio São Francisco, especialmente das ilhas fluviais. Essas missões só foram interrompidas em 1698, quando do rompimento das relações diplomáticas entre Portugal e a França. Outro fator que contribuiu para consolidar a ocupação do território foi a implantação de currais, sabendo-se que a cidade se situa onde antes havia a sede de uma fazenda de gado.
Ainda no século XVIII instalou-se o primeiro morador no local denominado Passagem, à margem esquerda do rio São Francisco, defronte de Juazeiro, na Província da Bahia. Ele tinha o nome de Pedro e, além de se dedicar à agricultura, à pesca e ao criatório de caprinos, fazia de canoa o transporte de pessoas e cargas entre as margens opostas. É bem possível que, ao lado desse primeiro habitante, outros tenham fixado residência, aproveitando-se da ocupação iniciada por Pedro. Mesmo assim, não há vestígios de povoamento oficialmente registrado durante o século XVIII.
No interior da região há indícios de povoamento em 1817. Em Cachoeira do Roberto o capuchinho frei Ângelo fez edificar uma capela dedicada a Nossa Senhora das Dores , com a ajuda de Inácio Rodrigues de Santana, um morador local; e em Caboclo, Roberto Ramos da Silva levantou uma igreja em honra do Senhor Bom Jesus do Bom Fim. Em 1841 a Passagem, já chamada de Passagem do Juazeiro, ainda não era um povoado, embora com algumas casas esparsas e diversos habitantes. Por sua localização no extremo sudoeste do estado, às margens do rio São Francisco, era ponto de convergência e passagem obrigatória de boiadeiros e negociantes dos sertões de Pernambuco, Piauí e Ceará, que cruzavam esse rio em direção ao estado da Bahia e vice-versa. Dessa intensa movimentação resultou a formação das duas cidades: Petrolina, de um lado do rio, onde já existiam fazendas de criação de gado, e Juazeiro na margem oposta.
Foi o capuchinho italiano frei Henrique quem deu início às pregações missionárias, a pedido do então vigário da Boa Vista (em cujo território se encontrava a Passagem), padre Manoel Joaquim da Silva. Ele teve então a ideia de construir, nesse local, uma capela sob a invocação de Santa Maria Rainha dos Anjos. Em 1858, após a bênção do sítio, frei Henrique assentou a primeira pedra para a construção da igreja, a qual só foi concluída em 1860 , recebendo a imagem da sua padroeira. Esse templo é de estilo neocolonial e fica voltado para o rio São Francisco. Nas cercanias do templo, no local denominado Grude, surgiu o primeiro núcleo habitacional da cidade. A partir daí intensificou-se o povoamento da região, que, em breve, tornou-se um próspero município, com ativação do comércio entre as duas margens, visto que Juazeiro já era vila desde 1833.
Tendo em vista a grande extensão do território a seu cargo, o pároco solicitou ao bispo diocesano D. João da Purificação Marques Perdigão que a freguesia fosse dividida, constituindo-se outra. O bispo apresentou o pedido à Assembleia da Província, que o atendeu, e, pela Lei Provincial nº 530, de 7 de junho de 1862, a capela de Santa Maria Rainha dos Anjos foi elevada a matriz, desmembrada da freguesia de Santa Maria da Boa Vista. O primeiro vigário foi o mesmo padre Manoel Joaquim da Silva, que optou pela regência da nova freguesia. A mesma Lei Provincial nº 530 elevou Passagem do Juazeiro à categoria de vila e para ela transferiu a sede do termo da Boa Vista.
A vila recebeu a denominação de Petrolina em homenagem ao Imperador D. Pedro II, que ocupava, então, o trono do Brasil. Há uma versão segundo a qual o topônimo seria uma dupla homenagem, com a junção do nome do imperador, em sua forma latina (Petrus), ao da imperatriz Tereza Cristina, resultando em Petrolina. Outra versão sugere que o topônimo teria sido derivado de “pedra linda”, expressão dada a uma pedra que havia na margem do rio, ao lado da matriz, e que foi utilizada nas obras de cantaria da catedral de Petrolina, um dos maiores monumentos históricos da cidade.

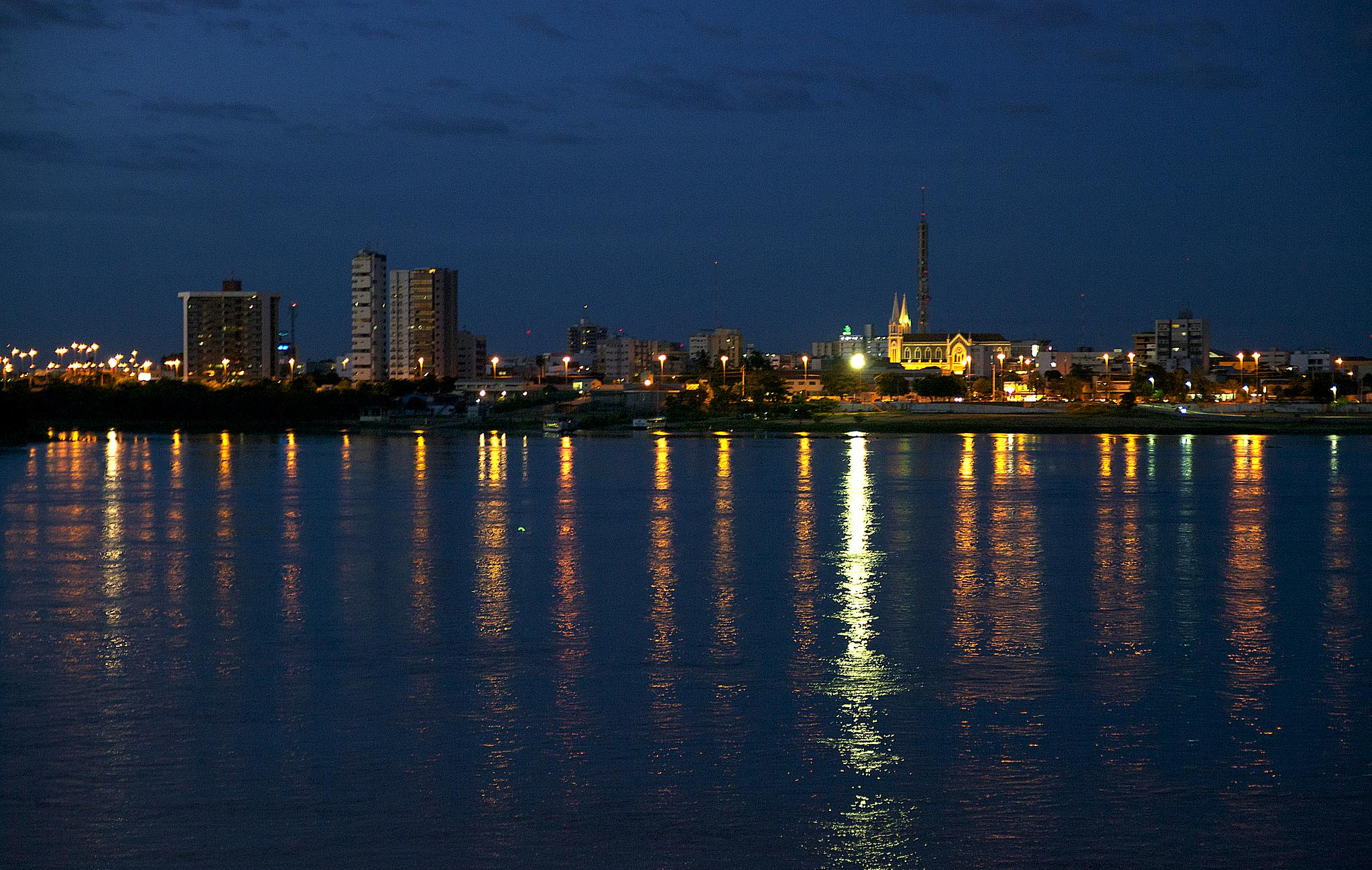
Vista da cidade de Petrolina a partir do município de Juazeiro. Petrolina e Juazeiro estão em lados opostos do Rio São Francisco, que marca a divisa entre Pernambuco e Bahia.

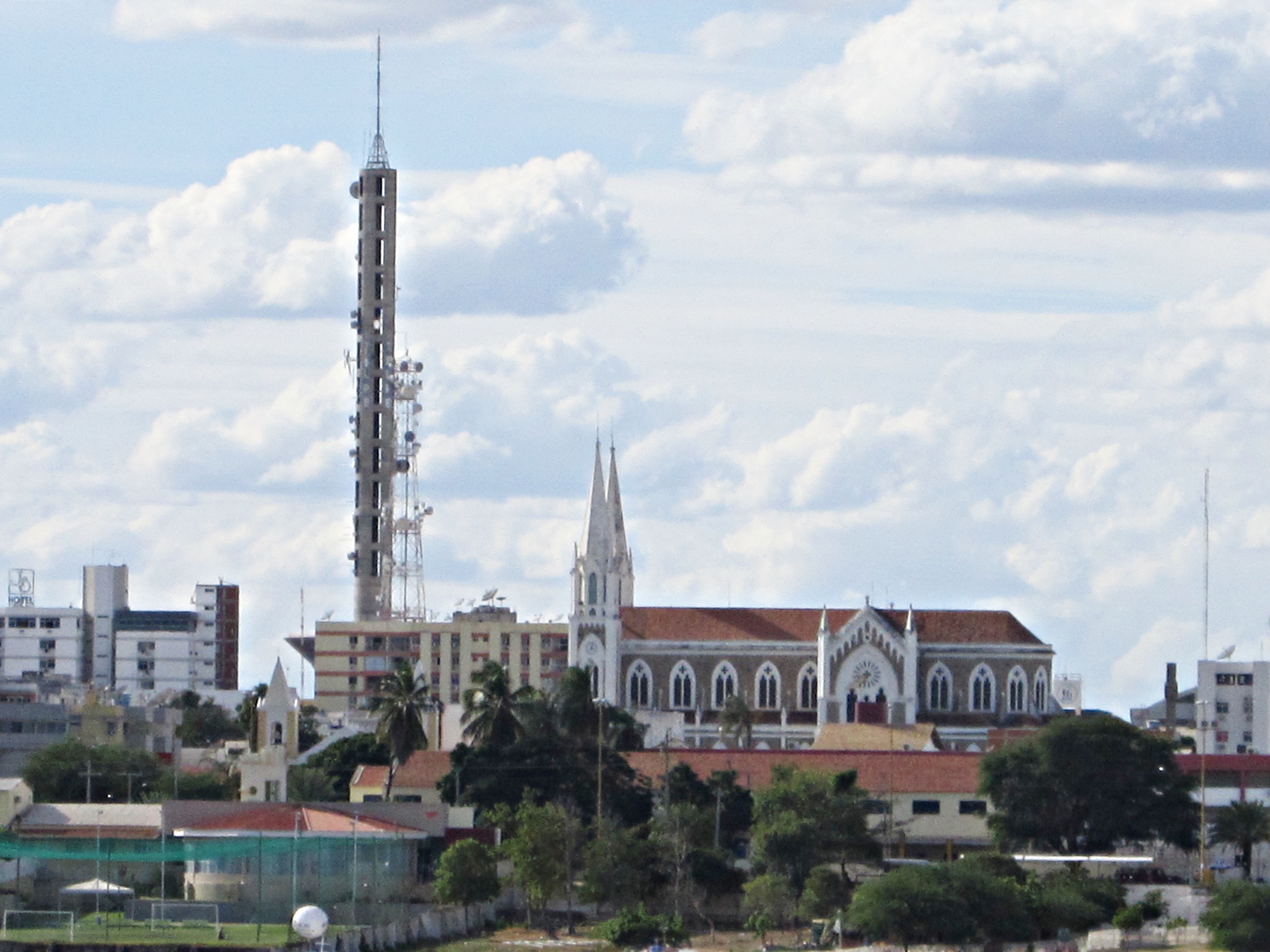
Vista da Catedral de Petrolina.

A Lei Provincial nº 601, de 13 de maio de 1864, mudou a denominação da freguesia de Santa Maria Rainha dos Anjos para Senhor Bom Jesus da Igreja Nova e elevou à categoria de matriz a capela sob essa invocação, na povoação do Caboclo. A mesma lei extinguiu a vila de Petrolina e restituiu à povoação da Boa Vista a categoria de vila e sede do termo, abrangendo duas freguesias: Senhor Bom Jesus da Igreja Nova e Santa Maria da Boa Vista. A Lei Provincial nº 758, de 5 de julho de 1867, criou o distrito de Cachoeira do Roberto, integrado a Petrolina. A Lei Provincial nº 921, de 18 de maio de 1870, restaurou e oficializou a vila de Petrolina e para ela transferiu a sede da vila da Boa Vista (art. 1º) e da freguesia de Santa Maria Rainha dos Anjos da Cachoeira do Roberto (art. 2º). A reinstalação da vila ocorreu a 24 de outubro do mesmo ano.
A Lei Provincial nº 1.377, de 8 de abril de 1879, dividiu a comarca da Boa Vista em dois termos: Boa Vista e Petrolina, tendo por limites os mesmos das respectivas freguesias. A Lei Provincial nº 1.444, de 5 de junho de 1879, elevou o termo de Petrolina à categoria de comarca, a qual foi instalada em 1 de outubro de 1881 pelo seu primeiro juiz, Dr. Manoel Barreto Dantas. É classificada como comarca de 2ª entrância. A Lei Municipal nº 2, de 20 de abril de 189, criou os seguintes distritos: Petrolina (sede), Caeira (depois chamado Santa Fé) e Cachoeira do Roberto.
O município foi constituído no dia 26 de abril de 1893, ganhando autonomia legislativa, com base na Constituição Estadual e no art. 2º das disposições gerais da Lei Estadual nº 52 (Lei Orgânica dos Municípios), de 3 de agosto de 1892, promulgada durante o governo de Alexandre José Barbosa Lima. Seu primeiro prefeito eleito foi o tenente-coronel Manoel Francisco de Souza Júnior. A Lei Estadual nº 130, de 3 de julho de 1895, elevou a vila de Petrolina à categoria de cidade, a qual foi solenemente instalada em 21 de setembro de 1895.
Pela Lei Municipal nº 48, de 5 de março de 1900, foi criado em Petrolina o distrito de Caboclo, tendo por sede a povoação do mesmo nome. Em 1919 foram iniciados os trabalhos de construção da Estrada de Ferro Petrolina-Teresina, cujo primeiro trecho de 62 km (Petrolina-Pau Ferro) foi inaugurado em 24 de fevereiro de 1923, juntamente com a estação ferroviária local. Nesse mesmo ano, no dia 14 de maio, começou a funcionar a primeira feira-livre da cidade. A diocese de Petrolina foi instituída por S.S. o papa Pio XI no dia 30 de novembro de 1923, através da bula pontifícia Dominicis Gregis. No dia 9 de dezembro de 1923 foi inaugurado o trecho ferroviário Pau Ferro-Rajada (88 km) da Estrada de Ferro Petrolina-Teresina.
O bispado de Petrolina foi instalado solenemente no dia 15 de agosto de 1924, juntamente com a posse de D. Antônio Maria Malan , primeiro bispo diocesano. Em 2 de fevereiro de 1925 houve o lançamento da pedra fundamental da catedral de Petrolina, a qual foi inaugurada no dia 15 de agosto de 1929 em ato oficiado por D. Miguel de Lima Valverde, arcebispo de Olinda e Recife. Essa igreja, que se chama Sagrado Coração de Jesus, foi construída com pedras retiradas da própria região; possui estilo arquitetônico neogótico e vitrais franceses.

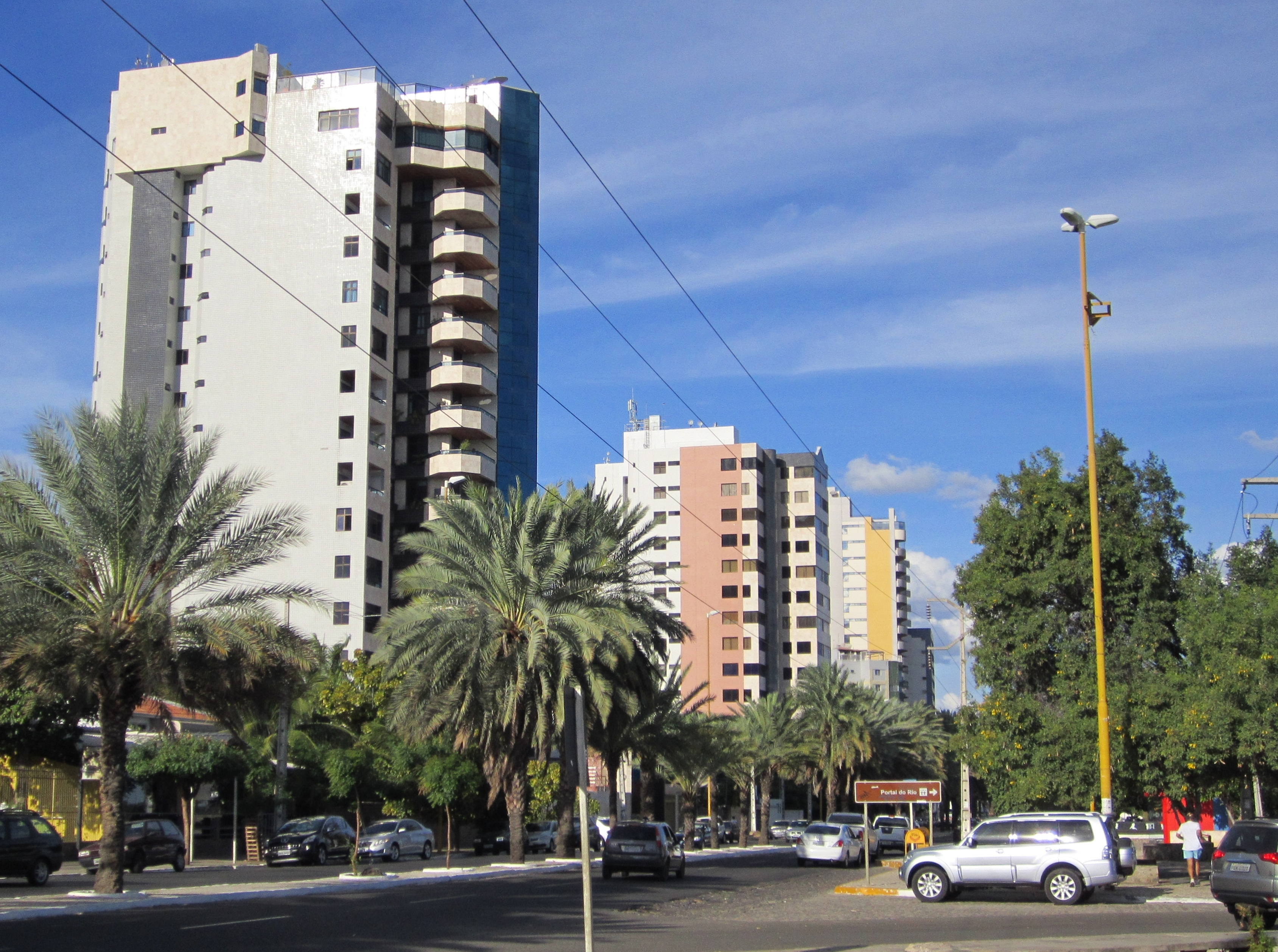
Avenida Cardoso de Sá, no centro da cidade.

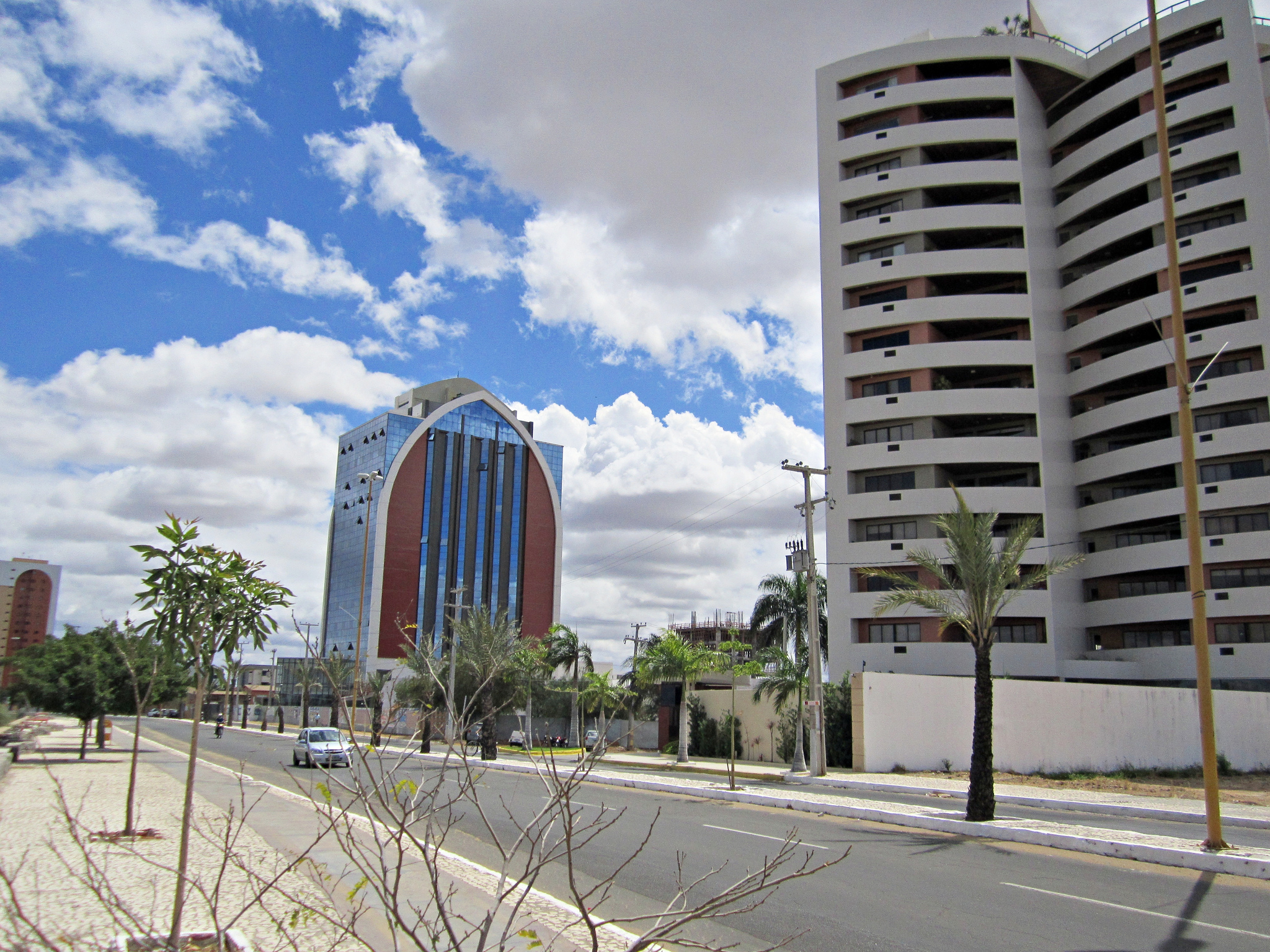
Orla II de Petrolina.

A Lei Municipal nº 30, de 22 de abril de 1931, mudou as denominações dos distritos de Santa Fé (ex-Caeira) e Caboclo que passaram a denominar-se Rajada e São João do Afrânio, respectivamente. Em divisão administrativa referente ao ano de 1933 , o município aparece constituído de cinco distritos: Petrolina, Cachoeira do Roberto, Cachoeirinha, Rajada e São João do Afrânio. Pelo Decreto-lei Estadual nº 92, de 31 de março de 1938, o distrito de São João do Afrânio passou a denominar-se Afrânio. No dia 9 de dezembro de 1938, o Decreto-lei Estadual nº 235 extinguiu os distritos de Cachoeira do Roberto e Itumirim, sendo os seus territórios anexados, o do primeiro aos distritos de Afrânio e Rajada, e o do último ao de Petrolina.
No dia 18 de fevereiro de 1941 a Estrada de Ferro Petrolina-Teresina foi incorporada à Viação Férrea Federal Leste Brasileiro, por força do Decreto-lei Federal nº 2.964, de 20 de janeiro de 1941. E em 28 de fevereiro do mesmo ano foi instalada uma agência da Navegação Aérea Brasileira S.A., companhia nacional de transportes aéreos de passageiros , correspondências e encomendas, na rota Rio de Janeiro-Fortaleza, sendo Petrolina ponto de escala dos aviões. No quadro fixado para vigorar no período 1944-1948, o município é constituído de 3 distritos: Petrolina, Afrânio e Rajada. No dia 25 de novembro de 1948 o general Eurico Gaspar Dutra, presidente da República, preside o lançamento da primeira estaca da ponte rodo-ferroviária Juazeiro-Petrolina, que foi aberta ao tráfego em 16 de junho de 1954, sob a denominação de Ponte Presidente Eurico Dutra.
A Lei Municipal nº 19, de 31 de outubro de 1958, criou o distrito de Cristália e o anexou ao município de Petrolina. Em divisão territorial datada de 1 de julho de 1960 o município aparece com 4 distritos: Petrolina, Afrânio, Cristália e Rajada. No dia 6 de setembro de 1963 foram criados os distritos de Curral Queimado (Lei Municipal nº 10), Dormentes (Lei Municipal nº 11) e Lagoa (Lei Municipal nº 12), dando nova configuração à divisão distrital no território do município de Petrolina. A Lei Estadual nº 4.983, de 20 de dezembro de 1963, desmembrou de Petrolina o distrito de Afrânio, o qual foi elevado à categoria de município.
Através do Decreto nº 1.737, de 26 de julho de 1968, o governador Nilo Coelho declarou de utilidade pública, para efeitos de desapropriação, uma área de 500.000 m² de terreno, à margem do rio São Francisco, para a instalação do Porto Fluvial de Petrolina, em substituição ao antigo ancoradouro. Os trabalhos de construção desse porto foram iniciados no dia 8 de junho de 1970. Em 15 de abril de 1974 foi fechado o canal de navegação no rio São Francisco, em virtude das obras da barragem de Sobradinho, ficando paralisado o tráfego fluvial para os portos de Petrolina e Juazeiro.
Em divisão territorial datada de 1 de janeiro de 1979 o município é constituído de 6 distritos: Petrolina, Cristália, Curral Queimado, Dormentes, Lagoa e Rajada. O Aeroporto Internacional Senador Nilo Coelho foi inaugurado em 1979, mas só entrou em operação em 1981, sendo o segundo maior aeroporto de Pernambuco. A Lei Estadual nº 10.625, de 1 de outubro de 1991, desmembrou de Petrolina os distritos de Lagoa e Dormentes para formar o novo município de Dormentes.
Em divisão territorial datada de 2003, o município é constituído de quatro distritos: Petrolina, Cristália, Curral Queimado e Rajada, assim permanecendo em divisão de 2005. O distrito-sede de Petrolina é subdividido em regiões administrativas: RA Norte, RA Leste, RA Oeste e RA Centro.

## Geografia

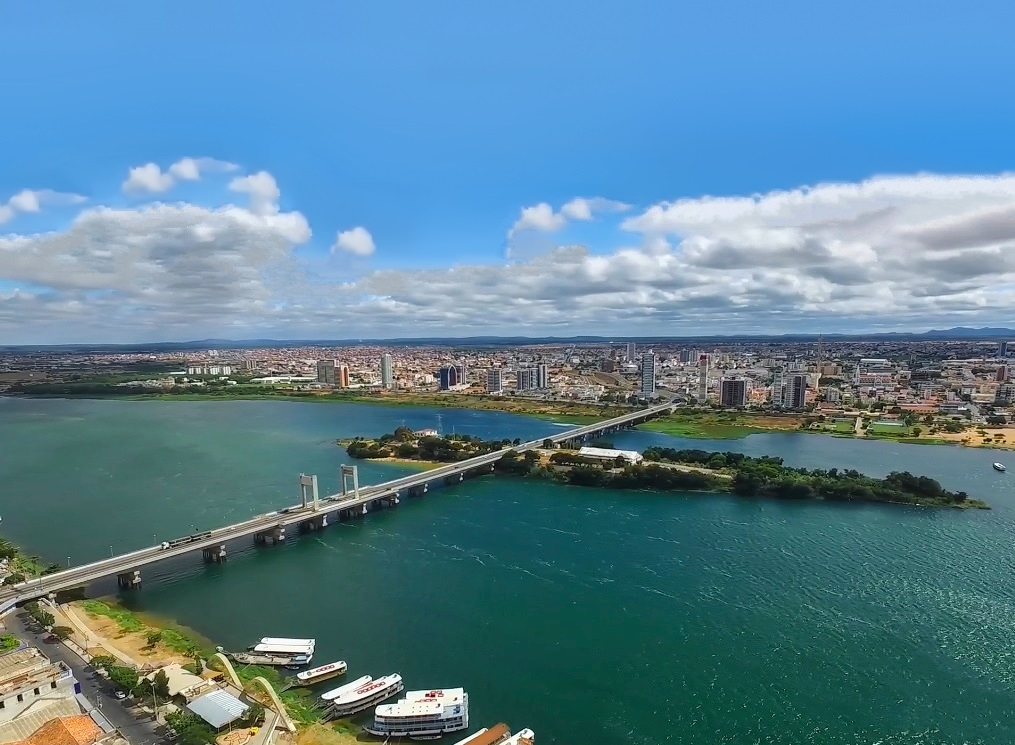
Ponte Presidente Dutra sobre o Rio São Francisco, com a cidade de Petrolina ao fundo. No meio do rio está a Ilha do Fogo, na divisa entre Pernambuco e Bahia.

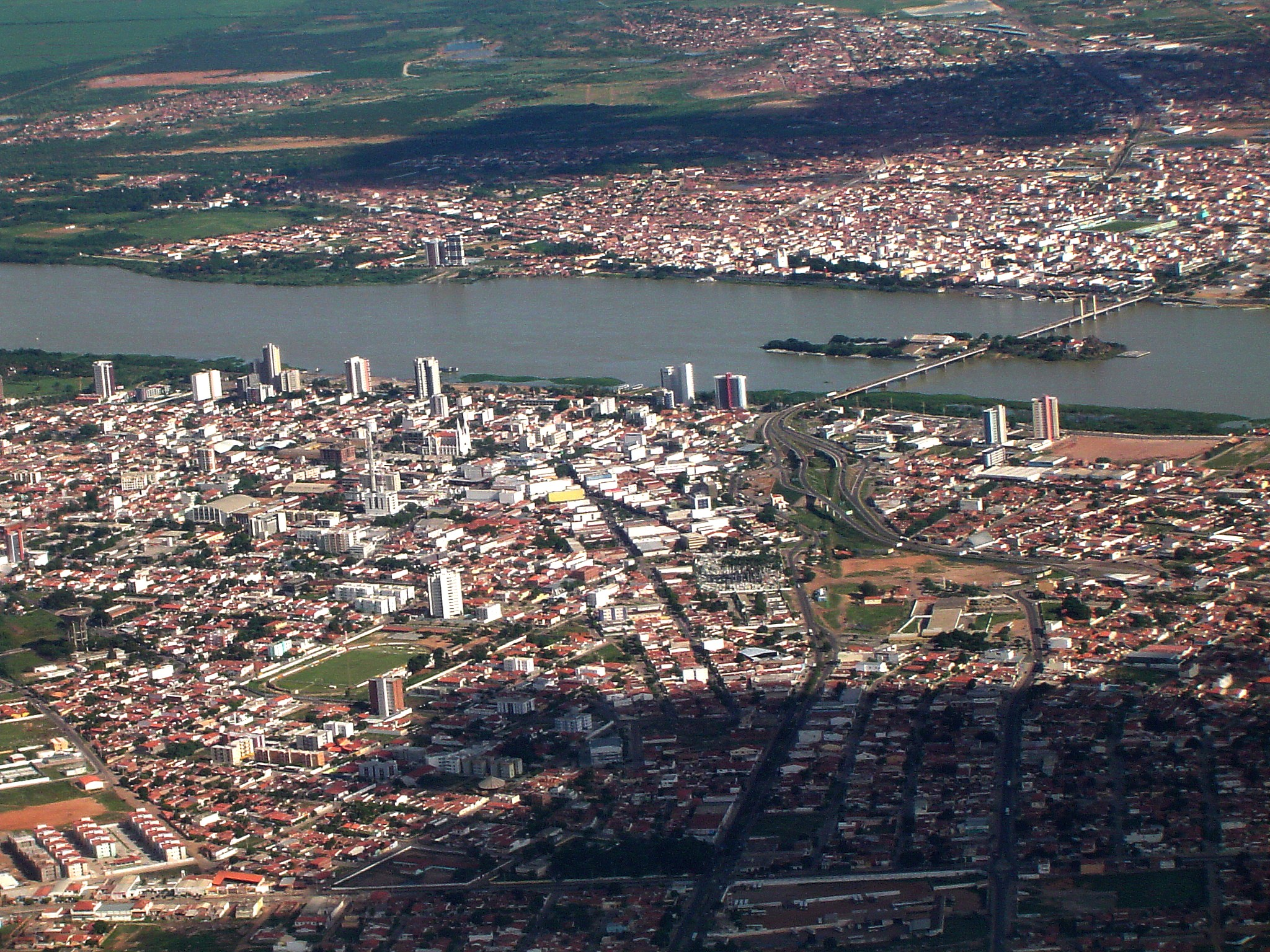
Fotografia aérea do ano de 2008 das cidades de Petrolina (parte inferior da imagem) e Juazeiro (parte superior), as duas maiores cidades da RIDE

O município possui uma área de 4.561,87 km². É o maior município em extensão territorial de Pernambuco. Situa-se a 09º 23' 55" de latitude sul e 40º 30' 03" de longitude oeste, estando a 712 km a oeste da capital estadual. Os municípios limítrofes são: Dormentes a norte; estado da Bahia (Juazeiro) ao sul; Lagoa Grande a leste e, a oeste, Afrânio e o novamente o estado da Bahia (Casa Nova).
O município se localiza na unidade geoambiental da Depressão Sertaneja, unidade que é formada pelas principais características do semiárido nordestino. Seu relevo é marcado por uma superfície de pediplanação muito monótona, sendo predominantemente suave-ondulado e atravessado por vales estreitos com vertentes dissecadas. Na linha do horizonte também pontuam elevações residuais, cristas com/sem outeiros. Esse tipo de relevo é testemunha dos ciclos intensos de erosão que atingiram o sertão nordestino. A altitude média do distrito-sede do município é de 376 metros acima do nível do mar.
Petrolina está inserido na microbacia menor do Rio Pontal, inserida na macrobacia hidrográfica do Rio São Francisco, além do grupo de Bacias de Pequenos Rios Interiores. Todos seus cursos d'água, com exceção do São Francisco, são intermitentes e têm como padrão de drenagem o dendrítico. Ao sul do município se localizam algumas das principais ilhas do São Francisco, como: a Ilha do Fogo, Massangano e Rodeador (ou Rodeadouro). Os principais riachos são: Baixa Salina, da Pedra Preta, Baixa do Procópio, Bom Jesus, Terra Nova, da Grota Grande, do Maçarico, Baixa do Coveiro, Baixa do Boi, do Estandarte, da Formosa e da Areia. Os açudes de maior importância do município são: Vira Beiju (11 800 000 m³), Salina (4 021 375 m³) Baixa do Icó (1 300 000 m³) e Barreira Alegria com capacidade de 2 880 000 m³ de água. Ainda se conta com as lagoas: da Craíba, do Junco, da Areia e da Tapera.

### Clima

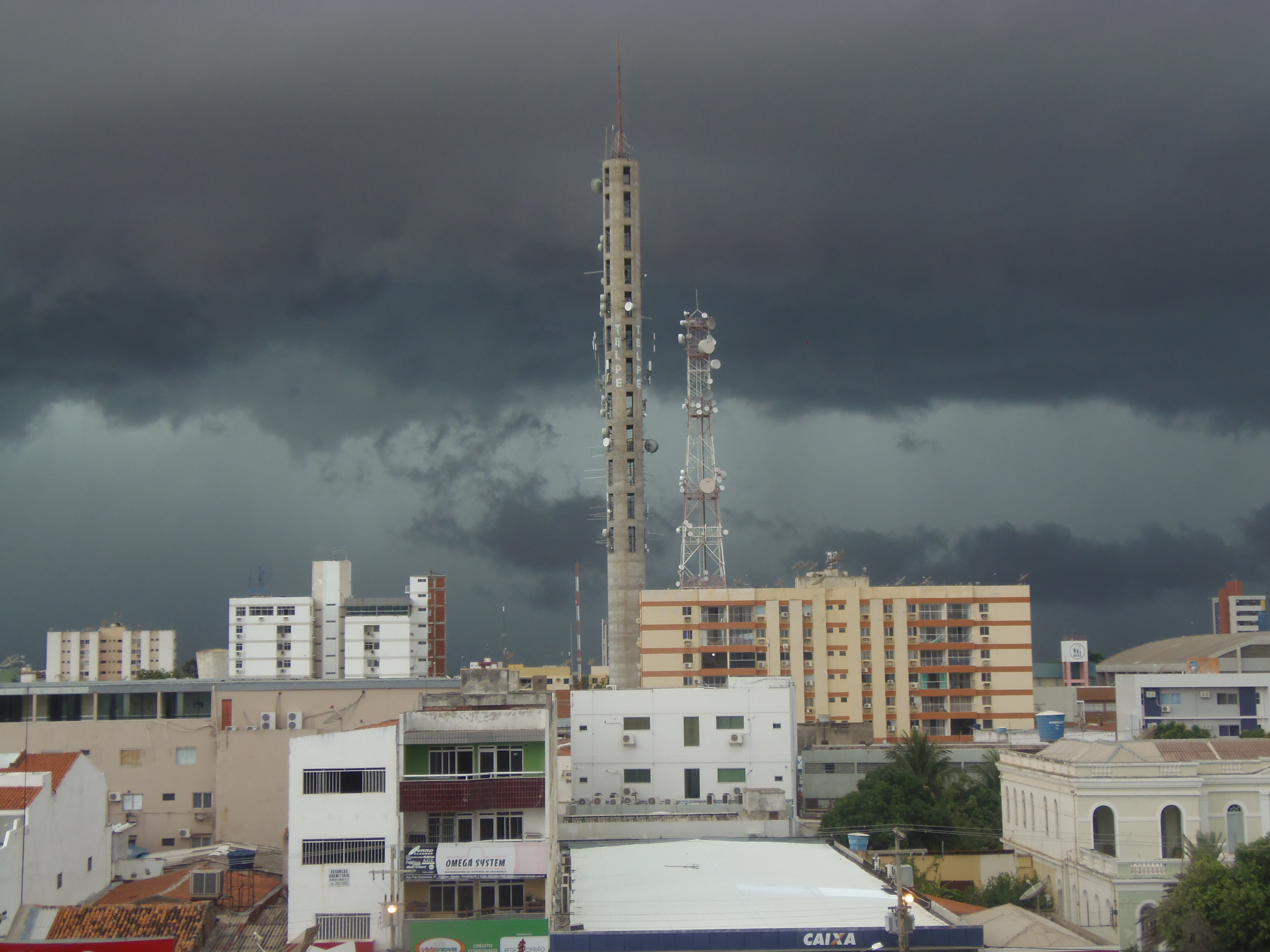
Chuva se aproximando da cidade

O clima petrolinense é classificado como semiárido quente (do tipo BSh na classificação climática de Köppen-Geiger), com regime de chuvas de primavera-verão. Este clima é caracterizado pela escassez e irregularidade de chuvas, assim como a forte evaporação por conta das altas temperaturas. A temperatura média compensada anual é de 27 °C, possuindo verões quentes e mais úmidos e invernos mornos e secos. O índice pluviométrico, de 419 mm/ano, é um dos mais baixos do Brasil, com um tempo de insolação superior a 3 000 horas anuais.
| Maiores acumulados de precipitação em 24 horas registrados em Petrolina por meses (INMET) | Maiores acumulados de precipitação em 24 horas registrados em Petrolina por meses (INMET) | Maiores acumulados de precipitação em 24 horas registrados em Petrolina por meses (INMET) | Maiores acumulados de precipitação em 24 horas registrados em Petrolina por meses (INMET) | Maiores acumulados de precipitação em 24 horas registrados em Petrolina por meses (INMET) | Maiores acumulados de precipitação em 24 horas registrados em Petrolina por meses (INMET) |
| Mês                                                                                       | Acumulado                                                                                 | Data                                                                                      | Mês                                                                                       | Acumulado                                                                                 | Data                                                                                      |
| ----------------------------------------------------------------------------------------- | ----------------------------------------------------------------------------------------- | ----------------------------------------------------------------------------------------- | ----------------------------------------------------------------------------------------- | ----------------------------------------------------------------------------------------- | ----------------------------------------------------------------------------------------- |
| Janeiro                                                                                   | 151,3 mm                                                                                  | 01/01/1978                                                                                | Julho                                                                                     | 29,6 mm                                                                                   | 18/07/1975                                                                                |
| Fevereiro                                                                                 | 133 mm                                                                                    | 12/02/1964                                                                                | Agosto                                                                                    | 6,5 mm                                                                                    | 12/08/1983                                                                                |
| Março                                                                                     | 105,4 mm                                                                                  | 18/03/2008                                                                                | Setembro                                                                                  | 20,8 mm                                                                                   | 18/09/2001                                                                                |
| Abril                                                                                     | 116,6 mm                                                                                  | 08/04/2014                                                                                | Outubro                                                                                   | 78,3 mm                                                                                   | 01/10/1973                                                                                |
| Maio                                                                                      | 56,8 mm                                                                                   | 08/05/1989                                                                                | Novembro                                                                                  | 97,6 mm                                                                                   | 30/11/1976                                                                                |
| Junho                                                                                     | 13,6 mm                                                                                   | 04/06/1988                                                                                | Dezembro                                                                                  | 103 mm                                                                                    | 21/12/1989                                                                                |
| Período: 1963-1965, 1970-1984 e 1986-presente                                             |                                                                                           |                                                                                           |                                                                                           |                                                                                           |                                                                                           |

Segundo dados o Instituto Nacional de Meteorologia (INMET), referentes ao período de 1963 a 1965 e a partir de 1970, a menor temperatura registrada em Petrolina foi de 12,4 °C em 30 de junho de 1981 e a maior atingiu 44,1 °C em 3 de janeiro de 1963. O maior acumulado de precipitação (chuva) observado em 24 horas chegou a 151,3 mm em 1 de janeiro de 1978.
Outros grandes acumulados foram 133 mm em 12 de fevereiro de 1964, 116,6 mm em 8 de abril de 2014, 112,4 mm em 12 de fevereiro de 1976, 109,6 mm em 22 de fevereiro de 1994, 108,2 mm em 18 de janeiro de 1964, 107,7 mm em 13 de fevereiro de 2007, 105,4 mm em 18 de março de 2008 e 103 mm em 21 de dezembro de 1989. O maior volume de precipitação em um mês ocorreu em janeiro de 2004 (416,8 mm). O menor índice de umidade relativa do ar (URA) foi de 10% em 7 de outubro de 1963.
| Dados climatológicos para Petrolina | Dados climatológicos para Petrolina | Dados climatológicos para Petrolina | Dados climatológicos para Petrolina | Dados climatológicos para Petrolina | Dados climatológicos para Petrolina | Dados climatológicos para Petrolina | Dados climatológicos para Petrolina | Dados climatológicos para Petrolina | Dados climatológicos para Petrolina | Dados climatológicos para Petrolina | Dados climatológicos para Petrolina | Dados climatológicos para Petrolina | Dados climatológicos para Petrolina |
| Mês | Jan                                 | Fev                                 | Mar                                 | Abr                                 | Mai                                 | Jun                                 | Jul                                 | Ago                                 | Set                                 | Out                                 | Nov                                 | Dez                                 | Ano                                 |
| --- | ----------------------------------- | ----------------------------------- | ----------------------------------- | ----------------------------------- | ----------------------------------- | ----------------------------------- | ----------------------------------- | ----------------------------------- | ----------------------------------- | ----------------------------------- | ----------------------------------- | ----------------------------------- | ----------------------------------- |
| Temperatura máxima recorde (°C) | 44,1                                | 39,3                                | 40,1                                | 41,2                                | 39,3                                | 39,1                                | 38,8                                | 38,8                                | 41,2                                | 40,4                                | 41,7                                | 41,1                                | 44,1                                |
| Temperatura máxima média (°C) | 33,5                                | 33,2                                | 33,1                                | 32,6                                | 31,6                                | 30,3                                | 29,8                                | 30,8                                | 32,8                                | 34,2                                | 34,3                                | 34                                  | 32,5                                |
| Temperatura média compensada (°C) | 28,2                                | 28,1                                | 28                                  | 27,6                                | 26,6                                | 25,2                                | 24,6                                | 25,2                                | 26,9                                | 28,5                                | 28,8                                | 28,6                                | 27,2                                |
| Temperatura mínima média (°C) | 23,6                                | 23,6                                | 23,8                                | 23,4                                | 22,5                                | 21,1                                | 20,2                                | 20,3                                | 21,3                                | 22,7                                | 23,4                                | 23,7                                | 22,5                                |
| Temperatura mínima recorde (°C) | 13,4                                | 17,5                                | 18,1                                | 18,8                                | 17,3                                | 12,4                                | 13,4                                | 13,1                                | 15,3                                | 17,9                                | 15,8                                | 18,1                                | 12,4                                |
| Precipitação (mm) | 83,5                                | 78,1                                | 83,6                                | 45,8                                | 11                                  | 5,7                                 | 4,5                                 | 1,7                                 | 2,3                                 | 9,2                                 | 46,5                                | 47,1                                | 419                                 |
| Dias com precipitação (≥ 1 mm) | 6                                   | 6                                   | 6                                   | 4                                   | 2                                   | 2                                   | 1                                   | 1                                   | 0                                   | 1                                   | 3                                   | 4                                   | 36                                  |
| Umidade relativa compensada (%) | 56,8                                | 58,4                                | 59,9                                | 59,9                                | 59,9                                | 60,9                                | 59,1                                | 54,5                                | 49,5                                | 46,7                                | 49,9                                | 54,2                                | 55,8                                |
| Insolação (h) | 252,7                               | 226,8                               | 245,5                               | 243,5                               | 234,6                               | 226                                 | 248,8                               | 273                                 | 279,6                               | 290,6                               | 263,7                               | 264                                 | 3 048,8                             |
| Fonte: Instituto Nacional de Meteorologia (INMET) (normal climatológica de 1991-2020; recordes de temperatura: 1963-1965 e 1970-presente) |                                     |                                     |                                     |                                     |                                     |                                     |                                     |                                     |                                     |                                     |                                     |                                     |                                     |

### Ecologia e meio ambiente

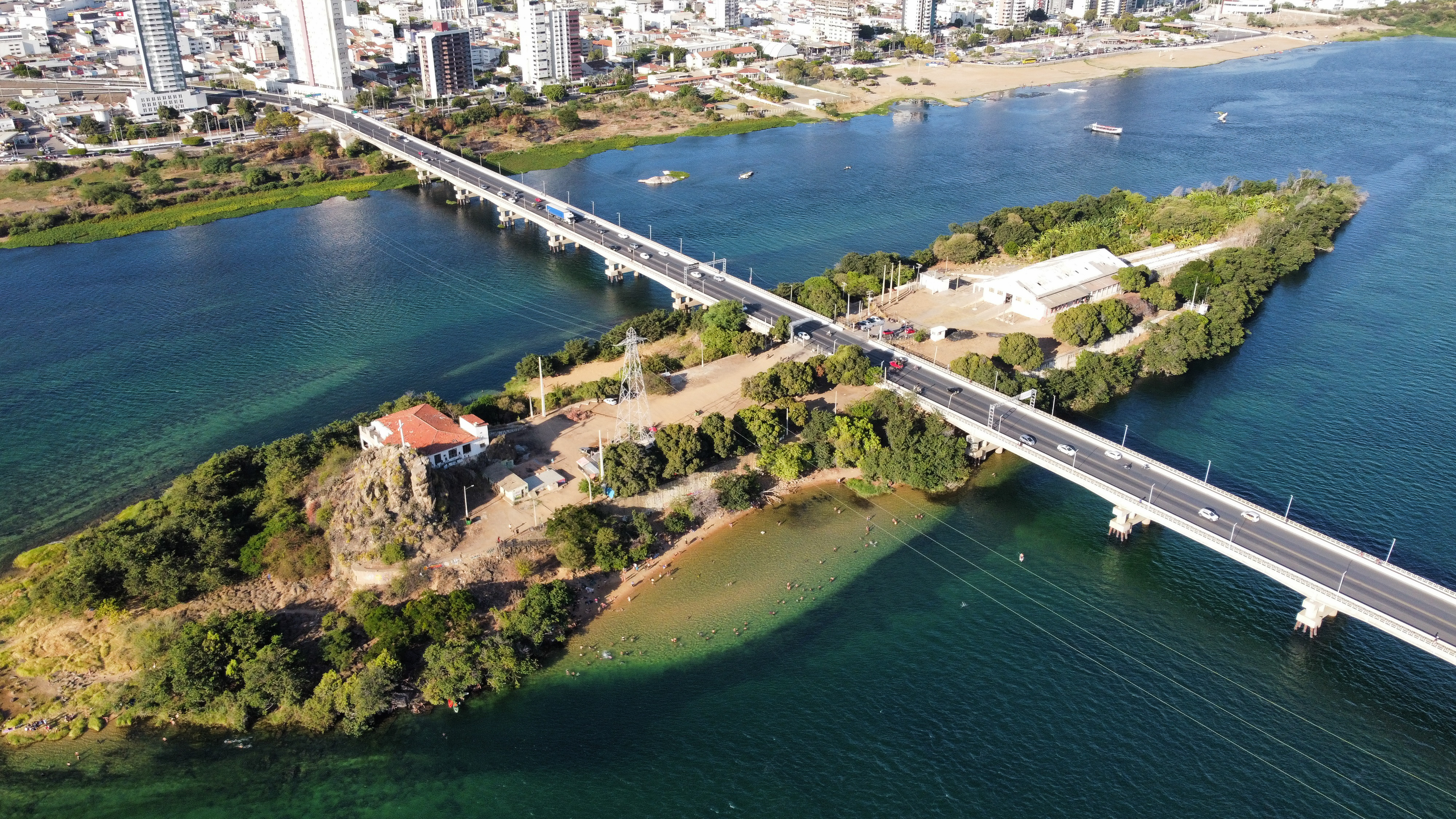
Ilha do Fogo

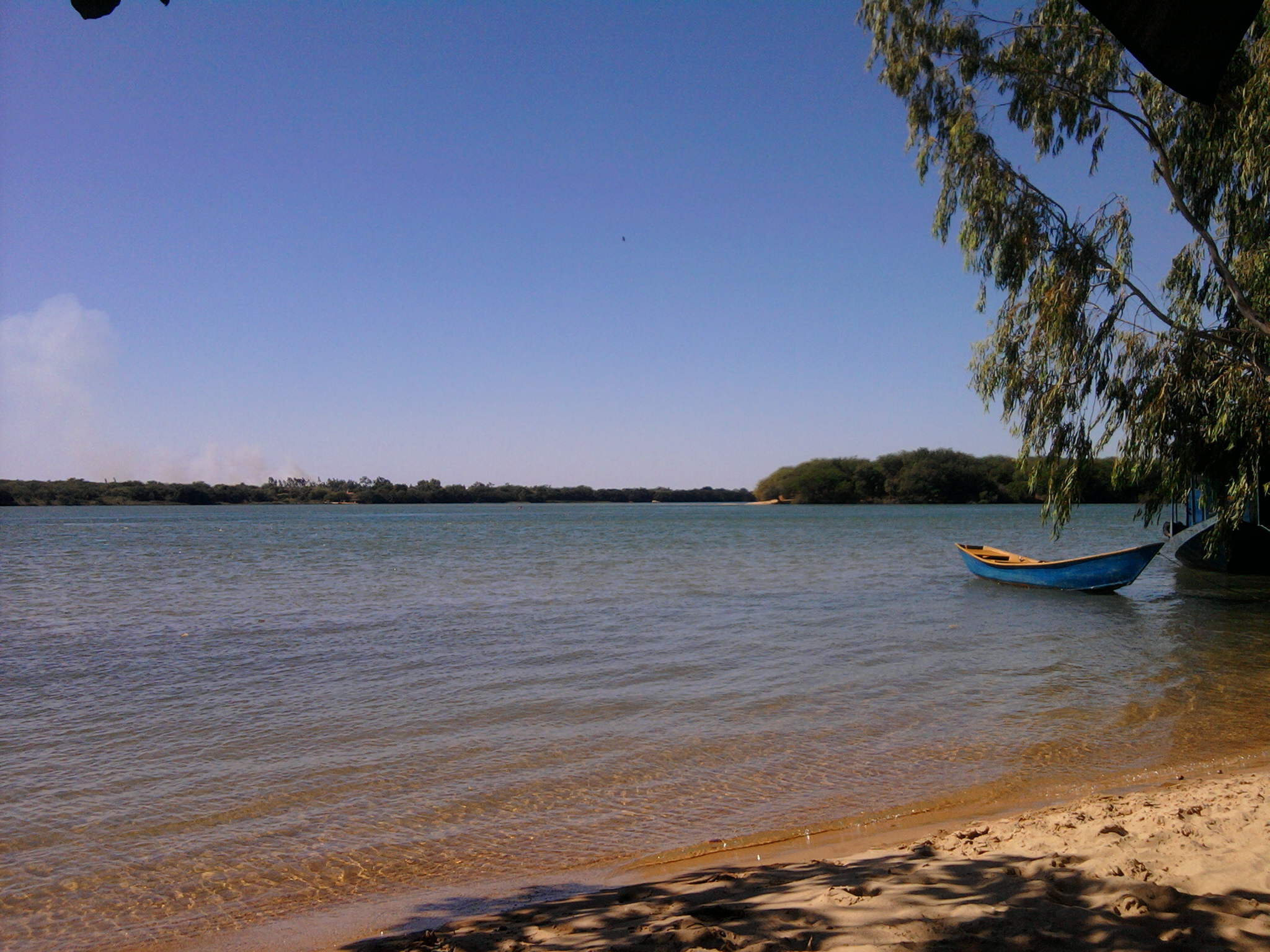
Ilha do Rodeadouro

O órgão responsável pela formulação, implementação e execução da Política Municipal de Meio Ambiente é a Agência Municipal de Meio Ambiente de Petrolina, a AMMA. No ano de 2011 a atual secretaria foi desmembrada da Secretaria de Planejamento, Urbanismo e Meio Ambiente, ganhando uma sede própria. Entre suas atribuições estão a concessão de licença ambiental, controle, monitoramento e fiscalização das atividades empreendedoras e processo com grande potencialidade de poluição e danos ao meio ambiente. Também lhe compete criar ações de educação ambiental, desenvolver e executar projetos e atividades que visem a proteção ambiental nas áreas de preservação e a melhoria da qualidade do meio ambiente e gestão dos recursos do Fundo Municipal do Meio Ambiente.
No início do 2014, a Agência Municipal de Meio Ambiente de Petrolina anunciou a aprovação do projeto que criará duas unidades de conservação, que têm como objetivo a preservação do bioma da caatinga. Por 22 votos a favor e apenas dois contra, foram criados o Parque Estadual Serra do Areal e o Refúgio de Vida Silvestre Riacho do Pontal. Petrolina vislumbra ainda a implantação de outras iniciativas voltadas à preservação ambiental, entre os projetos, a criação do Parque Tatu-Bola do Semiárido, que deve haver um acordo entre várias instituições como a Prefeitura de Petrolina, Prefeitura de Lagoa Grande, Prefeitura de Santa Maria da Boa Vista, além, também, da Universidade Federal do Vale do São Francisco e do governo pernambucano. A implantação das Unidades de Conservação da Caatinga (UCCa) e do Parque do Capim ainda estavam em discussão no primeiro trimestre de 2014.
A vegetação nativa e predominante do município é a caatinga, que é composta por espécies hiperxerófilas, com a forte presença de arbustos com galhos retorcidos e com raízes profundas. As espécies mais encontradas são os cactos, caroá, aroeira, angico, juazeiro, mandacaru e xique-xique. Ao contrário do que muitos pensam, a fauna da caatinga é bastante rica, tendo centenas de espécies vivendo nesse bioma, como: veado-catingueiro, preá, gambá, sapo-cururu, cutia, tatu-peba, ararinha-azul, asa-branca, sagui-de-tufos-brancos, entre outros.

## Demografia
Segundo Censo apresentado pelo Instituto Brasileiro de Geografia e Estatística, no ano de 2010 a população foi contada em 293 962 habitantes, sendo 150 710 habitantes do sexo feminino (51,27 % da população) e 143 252 habitantes do sexo masculino (48,73 % da população). Ainda segundo os dados, 219 215 habitantes viviam na zona urbana (cerca de 74,57 % da população) e 74 747 habitantes na zona rural (25,43 %). Neste mesmo ano, a taxa de urbanização do município alcançou os 74,57 %. Em 2021, o IBGE estimou a população do município em 359 372 habitantes, sendo o quinto mais populoso município de Pernambuco e o segundo maior do interior do estado. Das cidades do interior do Nordeste, Petrolina é a quinta mais populosa. Em 2010, a densidade populacional era de 64,44 hab/km².
De toda população contada em 2010, 83 360 habitantes (28,36 %) tinham idade inferior a 15 anos, 196 957 pessoas tinham idade entre 15 e 64 anos (67,00 %), 13 645 pessoas tinham mais de 65 anos de idade (4,64 %). Ainda em 2010, a esperança de vida no município era de 73 anos e a taxa de fecundidade total era de 2,2 filhos por mulher. O Índice de Desenvolvimento Humano (IDH-M) de Petrolina era de 0,697, sendo classificado como médio pela Programa das Nações Unidas para o Desenvolvimento (PNUD), ocupando a sexta colocação entre os municípios do estado e sendo o mais alto do interior pernambucano, tendo um valor acima do estadual. Seu índice ainda apresenta um resultado menor que a média nacional, ocupando a 1995° colocação no ranking entre os 5 570 municípios que formam a União.
De acordo com os dados do Censo 2010, do IBGE, com a autodeclaração de cada petrolinense, a população era formada por 93 660 (31,86 %) brancos; 22 241 (7,57 %) negros; 3 138 (1,07 %) amarelos; 174 202 (59,26 %) pardos; e 719 (0,24 %) indígenas. Quando se considera a região de nascimento, 284 660 eram nascidos no Nordeste (96,84 %); 5 434 no Sudeste (1,85 %); 625 no Norte (0,21 %); 669 no Sul (0,23 %); e 734 no Centro-Oeste (0,25 %). 230 207 eram naturais de Pernambuco (78,31 %), sendo, desse total, 155 662 eram naturais de Petrolina (52,95 %). Dos 63 755 naturais de outras unidades federativas, a Bahia era o estado com maior presença, com 29 876 pessoas (10,16 %), seguido pelo Ceará, com 9 596 pessoas (3,26 %) e pelo Piauí, com 6 879 pessoas residentes no município (2,34 %).

### RIDE Petrolina e Juazeiro
Instituída pela lei complementar nº 113, de 19 de setembro de 2001, foi regulamentada pelo decreto nº 4366, de 9 de setembro de 2002. A região detém uma área de aproximadamente 35 000 km² englobando uma população de cerca de 700 000 mil habitantes. A RIDE abrange quatro municípios pernambucanos: Petrolina, Lagoa Grande, Santa Maria da Boa Vista e Orocó; e quatro municípios baianos: Juazeiro, Casa Nova, Curaçá e Sobradinho. O acesso entre as duas maiores cidades da região é feita pela Ponte Presidente Dutra.

### Pobreza e desigualdade

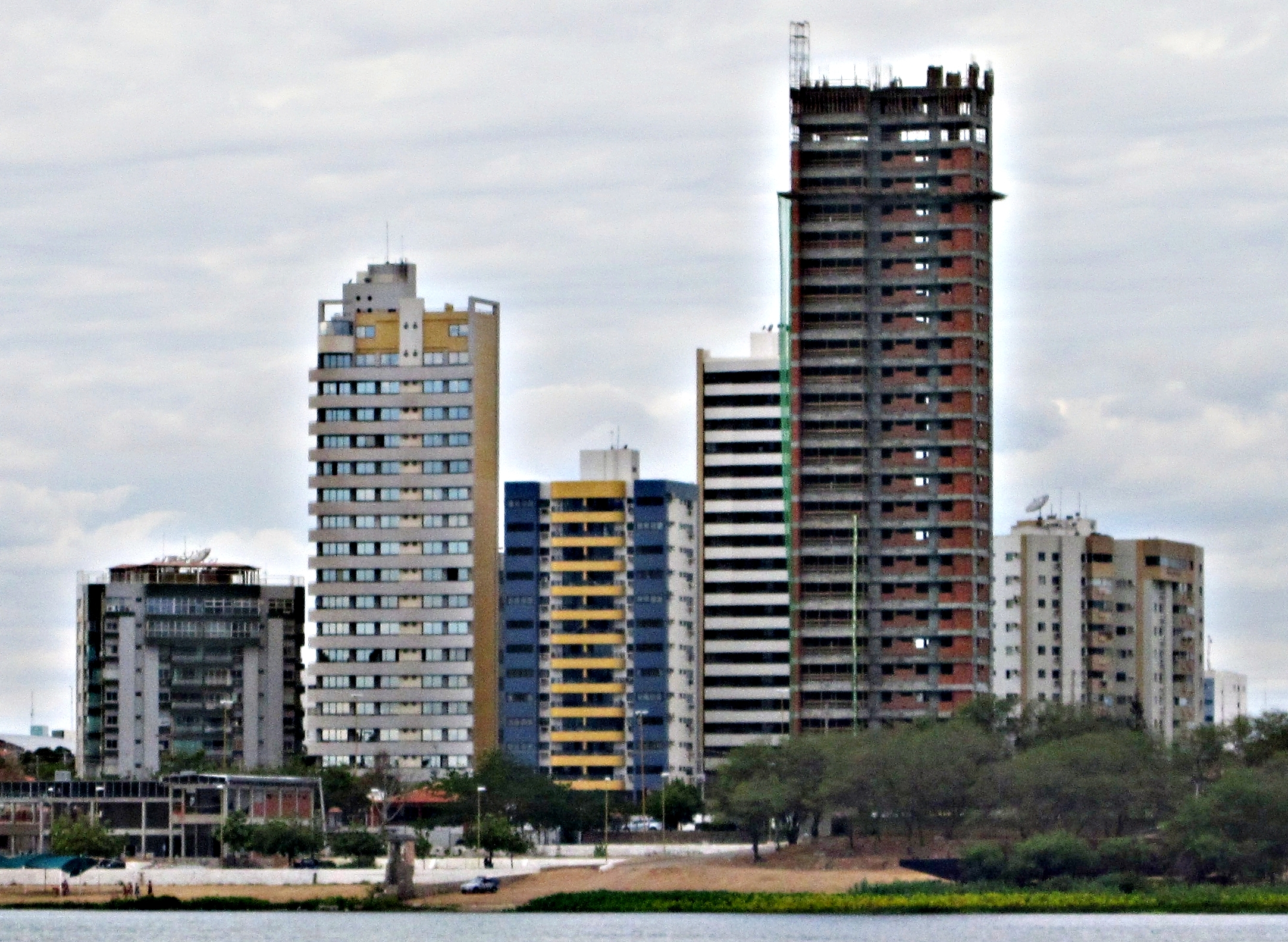
As várias obras de construção civil evidenciam o crescimento populacional de Petrolina. (2013).

De acordo com um levantamento, em 2000 cerca de 39,8 % da população petrolinense vivia com renda domiciliar per capita inferior a R$ 140,00. No ano de 2010, novos dados mostraram que este percentual havia reduzido-se para 20,9 %. Apesar da redução de 47,6 % desse número, ainda existe aproximadamente 60 123 pessoas vivendo na pobreza. Em 2010, 79,2 % da população estava acima da linha da pobreza e indigência, 12,5 % estava entre essa linha e 8,3 % abaixo. Nesse mesmo período, o coeficiente de Gini, que é um índice que mede a desigualdade em uma determinada região e que sua escala vai de 0,00 a 1,00 (sendo que quanto mais próximo a 0,00 menor é a desigualdade), era de 0,625. A participação dos 20% mais pobres na renda (geração de riqueza) passou de 2,7 % no ano de 1991, para 2,8 % em 2010, havendo um tímido aumento da participação dos pobres na renda do município nesse espaço de tempo. Já a participação dos 20% mais ricos na renda era de 66,1 %, ou seja, 23,6 vezes mais que a dos mais pobres.
Ainda que apresente um número de habitantes modesto, existe no município registro de pequenas favelas, regiões degradadas e que não possuem acesso aos serviços básicos, como abastecimento de água potável, rede de coleta e tratamento de esgoto, além de ruas calçadas e pavimentadas. Embora exista registro de moradias irregulares, em 2010 o Censo do IBGE não contabilizou nenhum domicílio em aglomerado subnormal, visto que o número de aglomerados existentes é bastante pequeno e ainda não preenchem todos os requisitos.
No início do ano de 2012, o governo municipal deu início a urbanização da comunidade do Cacheado. O então gestor municipal, Julio Lóssio, assinou um convênio junto à Caixa Econômica Federal no intuito de garantir recursos financeiros para viabilizar a construção de casas, praças, pavimentação de ruas, obras de esgotamento sanitário, água e energia elétrica, num conjunto de obras somadas em R$ 20 milhões e que beneficiou a mais de 400 famílias da região.

### Religião
De acordo com o Censo Demográfico de 2010, disponibilizado pelo IBGE, a maior parte da população petrolinense se considera católica (73,09 % dos habitantes), havendo pouca ocorrência de seguidores da religião espírita, correspondendo a 0,69 %. É muito comum notar a presença de protestantes na população, que, tendo todas as denominações somadas, significam 15,89 %, sendo o segundo número de fieis do município. Os seguidores das religiões de matriz africana, como umbanda e candomblé, são pouco comum entre a população, evidenciando 0,01 % e 0,06 %, respectivamente. O mesmo pode-se destacar com relação aos adeptos das religiões orientais, tendo 0,01 % da população seguindo a religião budista, não havendo ocorrências de islâmicos e hinduístas. Segundo o censo brasileiro de 2022, a composição religiosa da cidade era de 61,66% católicos, 22,21% evangélicos ou protestantes, 0,79% espíritas, 0,34% umbandistas ou candomblecistas, 0% religião tradicional, 4,17% outras religiões, 10,69% irreligiosos, 0,04% desconhecidos e 0,08% não declarados.

#### Igreja Católica Apostólica Romana

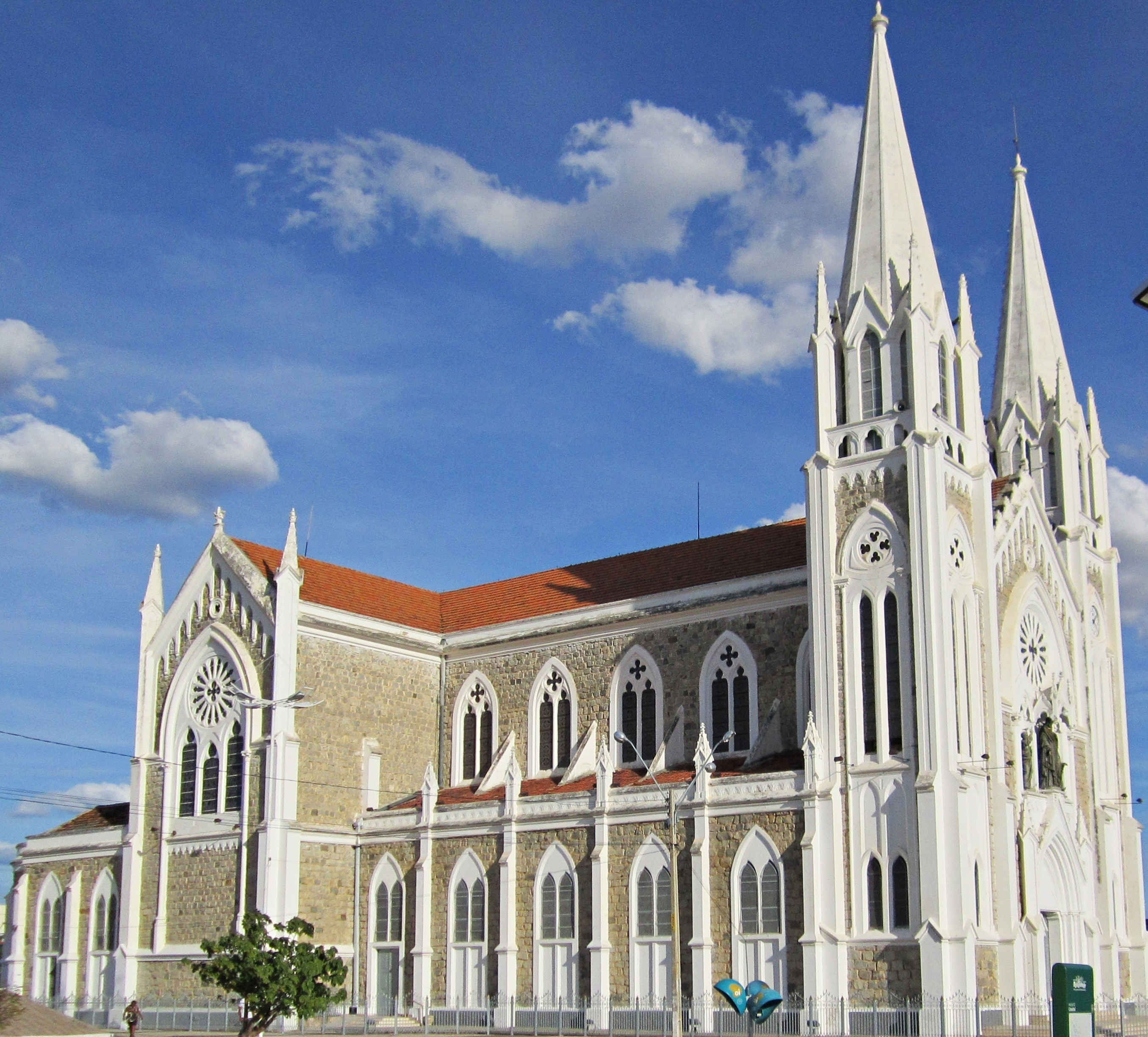
Catedral – Igreja Sagrado Coração de Jesus. O estilo arquitetônico da Catedral de Petrolina é neogótico, com vitrais franceses.

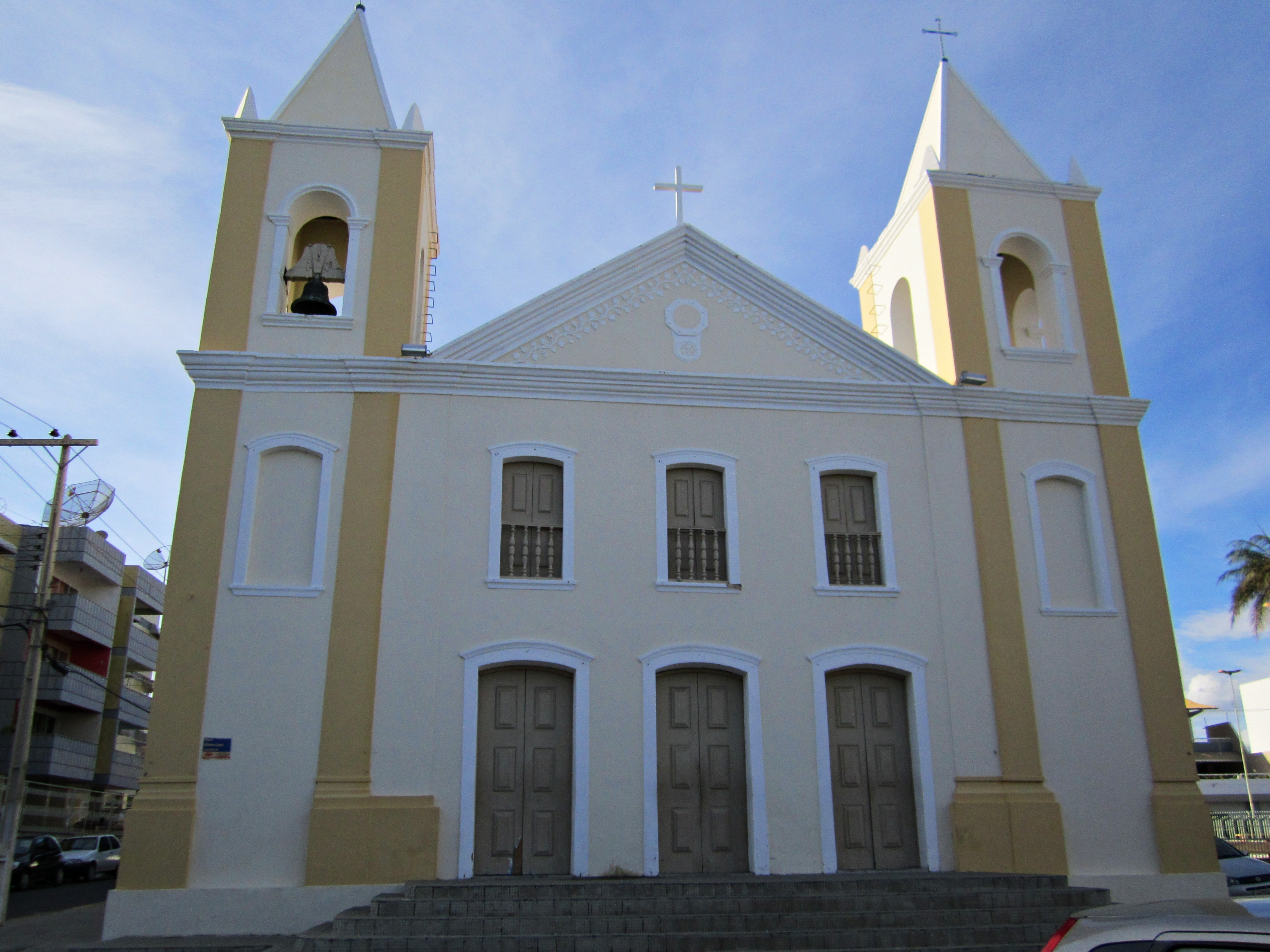
Matriz – Igreja Nossa Senhora Rainha dos Anjos.

Segundo divisão feita pela Igreja Católica, Petrolina se situa na Província Eclesiástica de Olinda e Recife, que tem sua sede na cidade de Olinda, localizada ao norte da capital pernambucana. Compõe também a Arquidiocese de Olinda e Recife. A Diocese de Petrolina foi oficializada pelo Papa Pio XI no dia 30 de novembro de 1923, atendendo à solicitação feita por Dom José de Oliveira Lopes, então bispo da Diocese de Pesqueira. A posse do primeiro bispo da cidade, Dom Malan, ocorreu no dia 15 de agosto de 1924, e teve grande importância no desenvolvimento físico da diocese, foi na sua gestão em que houve um grande esforço em prol de dotar a recém-criada diocese de uma infraestrutura mínima exigida pela Igreja Católica. Foi no período entre 1924 e 1931 em que a diocese recebe grande apoio de força humana, vinda de padres e seminaristas, e condições físicas essenciais ao trabalho pastoral. Houve ainda a criação de novas paróquias, a aquisição de terras, a construção de residência episcopal, a construção da catedral diocesana e de seminários e escolas.
A Diocese ainda passou pelas administrações de Dom Idílio José Soares (1933-1943); de Dom Avelar Brandão Vilella (1946-1956); de Dom Antonio de Campelo Aragão (1957-1975); de Gerardo Andrade Pontes (1975-1985); de Dom Paulo Cardoso da Silva (1985-2011); de Dom Manoel dos Reis de Farias (2011-2017); Dom Francisco Canindé Palhano (2018-2024); e Dom Antônio Carlos Cruz Santos, MSC (2024-atual). A Diocese é formada também pelos municípios de Santa Maria da Boa Vista, Lagoa Grande, Orocó, Afrânio, Dormentes, Santa Cruz e Santa Filomena, sendo esses dois últimos pertences à mesorregião do Sertão Pernambucano. A comunidade é formada por várias vinte e quatro paróquias, subdividas em três grupos: Forania Leste, Forania Oeste e Forania Central.

#### Igreja Protestante
O município de Petrolina possui um número notável de igrejas protestantes, estando elas divididas em várias denominações. No total de protestantes, o número que se destaca pela quantidade de fieis é a Igreja Evangélica Assembleia de Deus, com 4,81 % da população. Os seguidores da Igreja Batista são a segunda maior parte do grupo, com cerca de 2,08 %; seguido pela Congregação Cristã do Brasil (1,91 %); pela Igreja Adventista do Sétimo Dia (1,56 %); pela Igreja Universal do Reino de Deus (0,75 %), pela Igreja Pentecostal Deus é Amor (0,21 %); pela Igreja Presbiteriana do Brasil (0,13 %); pela Igreja Evangélica Luterana do Brasil (0,09 %); pela Igreja do Evangelho Quadrangular (0,07 %) e pela Igreja Cristã Maranata (0,03 %). De acordo com o IBGE, os protestantes se classificam em dois grupos: Protestantes de Missão (3,94 %) e Pentecostal (9,35 %). Seguidores de outras denominações protestantes sem denominação somaram 2,59 %. Existem ainda minorias protestantes de outras denominações, tais como a Testemunha de Jeová (0,49 %), a Igreja de Jesus Cristo dos Santos dos Últimos Dias (0,22 %), esta última também conhecida como "Igreja dos Mórmons".

## Política e administração

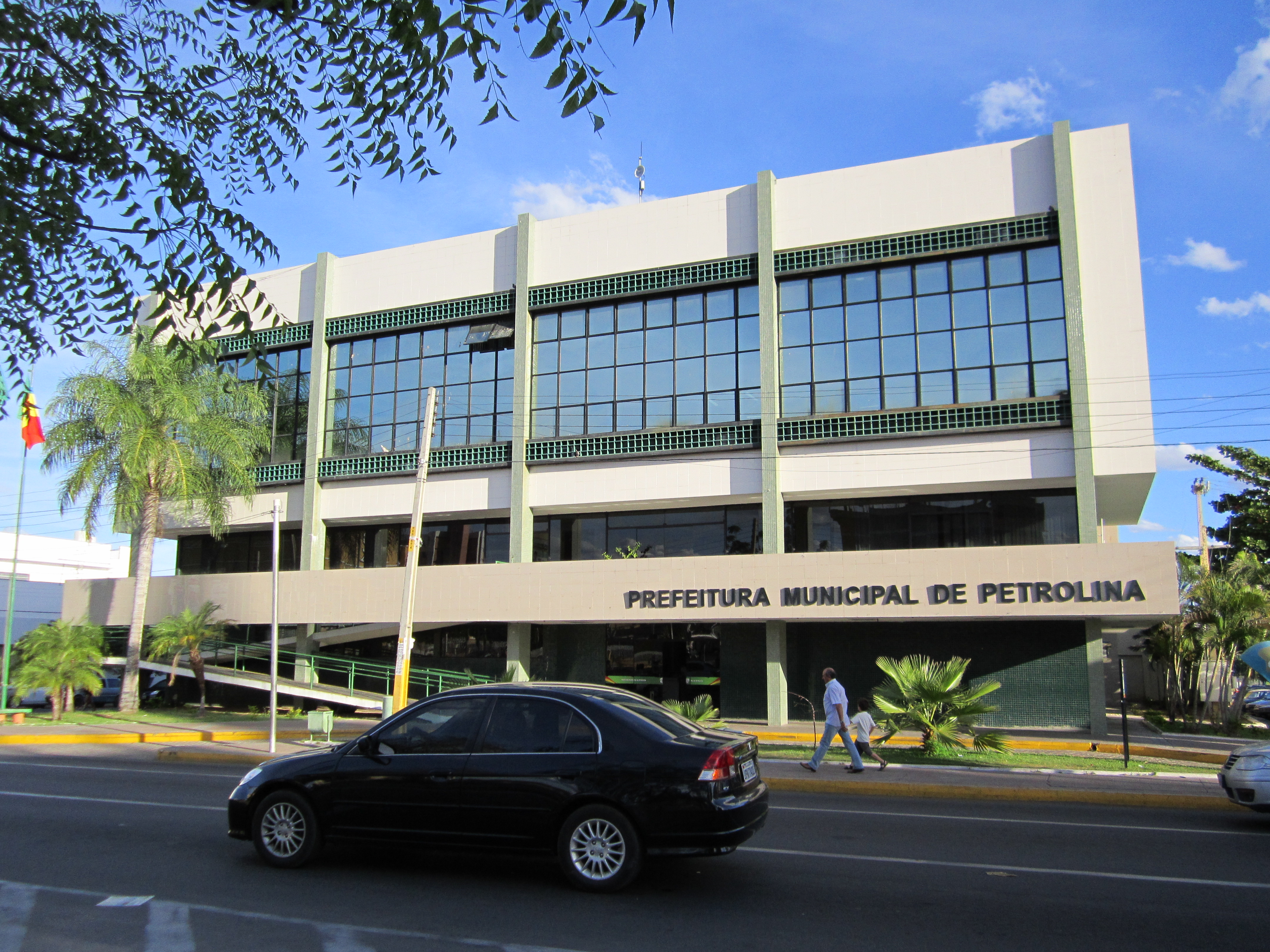
Prefeitura de Petrolina

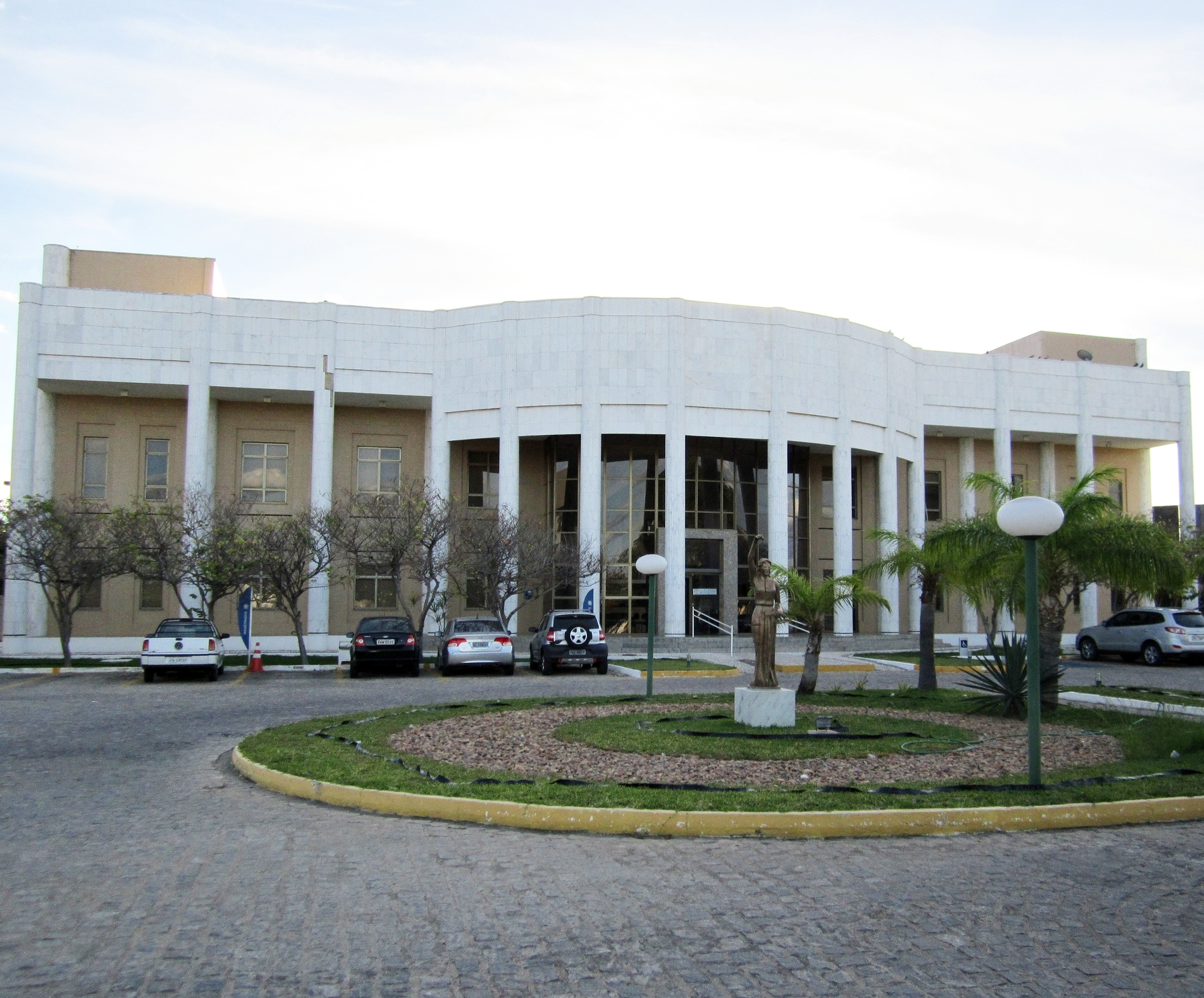
Fórum da Justiça Federal em Petrolina.

A administração do município de Petrolina é feita pelo poder executivo e fiscalizada pelo poder legislativo. Nas Eleições de 2016, o deputado estadual Miguel Coelho, do PSB, foi eleito o novo prefeito petrolinense, obtendo 60.509 votos, contra 39.618 de Odacy Amorim, do PT. O Poder Legislativo municipal é estruturado pela Câmara de Vereadores, composta por 23 vereadores eleitos pelo povo para cumprir mandato de quatro anos (de acordo com o artigo 29 da Constituição).
O município de Petrolina ainda se rege por uma lei orgânica, promulgada no dia 5 de abril de 1995, entrando em vigor na mesma data. A cidade é sede da Comarca de Petrolina. De acordo com o Tribunal Regional Eleitoral de Pernambuco (TRE-PE), o município possuía, no ano de 2013, um número total de 189 060 % eleitores, sendo o sexto maior colégio eleitoral de Pernambuco, e o segundo maior do interior do estado.
Em 30 de março de 2022, O prefeito Miguel Coelho renunciou à prefeitura de Petrolina para concorrer ao governo de Pernambuco nas eleições de 2022. Com a saída de Miguel Coelho, o vice-prefeito Simão Durando assumiu o cargo.

### Cidades-irmãs
Petrolina possui a seguinte cidade-irmã:
- Juazeiro, Brasil[52]

### Subdivisões
A cidade de Petrolina, ou distrito sede, é dividida quatro Regiões Administrativas (RA): RA Norte, Leste e Centro e Oeste. Devido ao grande crescimento, econômico e populacional, da cidade, surgiram novos bairros, loteamentos e condomínios com o passar dos anos. Esses espaços tem se localizados em toda a área mais periférica da cidade.  De acordo com os dados divulgados pelo IBGE em 2024, Petrolina conta com 36 bairros, entre eles a Zona Militar e o Serrote do Urubu, ambos na Região Administrativa Leste 
Petrolina está subdivido em quatro distritos: Petrolina, Cristália, Curral Queimado e Rajada. O seu distrito-sede é o mais populoso do município, com 260 892 habitantes. O segundo mais populoso é o distrito de Curral Queimado, com 20 715 habitantes, criado pelo Decreto-lei n° 10, no dia 6 de setembro de 1963. O terceiro mais populoso é o distrito de Rajada, com 9 833 habitantes, criado pelo Decreto-lei n° 2, em 20 de abril de 1893. O menor dos distritos é o de Cristália, com 2 522, criado pelo Decreto-lei n° 19, no dia 31 de outubro de 1958.
| Distritos de Petrolina (IBGE/2010) |            |            |            |                         |
| Distrito                           | Habitantes | Habitantes | Habitantes | Domicílios particulares |
| Distrito                           | Homens     | Mulheres   | Total      | Domicílios particulares |
| Curral Queimado                    | 1 060      | 1 035      | 2 095      | 1 197                   |
| Rajada                             | 5 077      | 4 756      | 9 833      | 3 681                   |
| Cristália                          | 1 328      | 1 194      | 2 522      | 831                     |
| Petrolina                          | 126 167    | 134 725    | 260 892    | 80 600                  |

## Economia

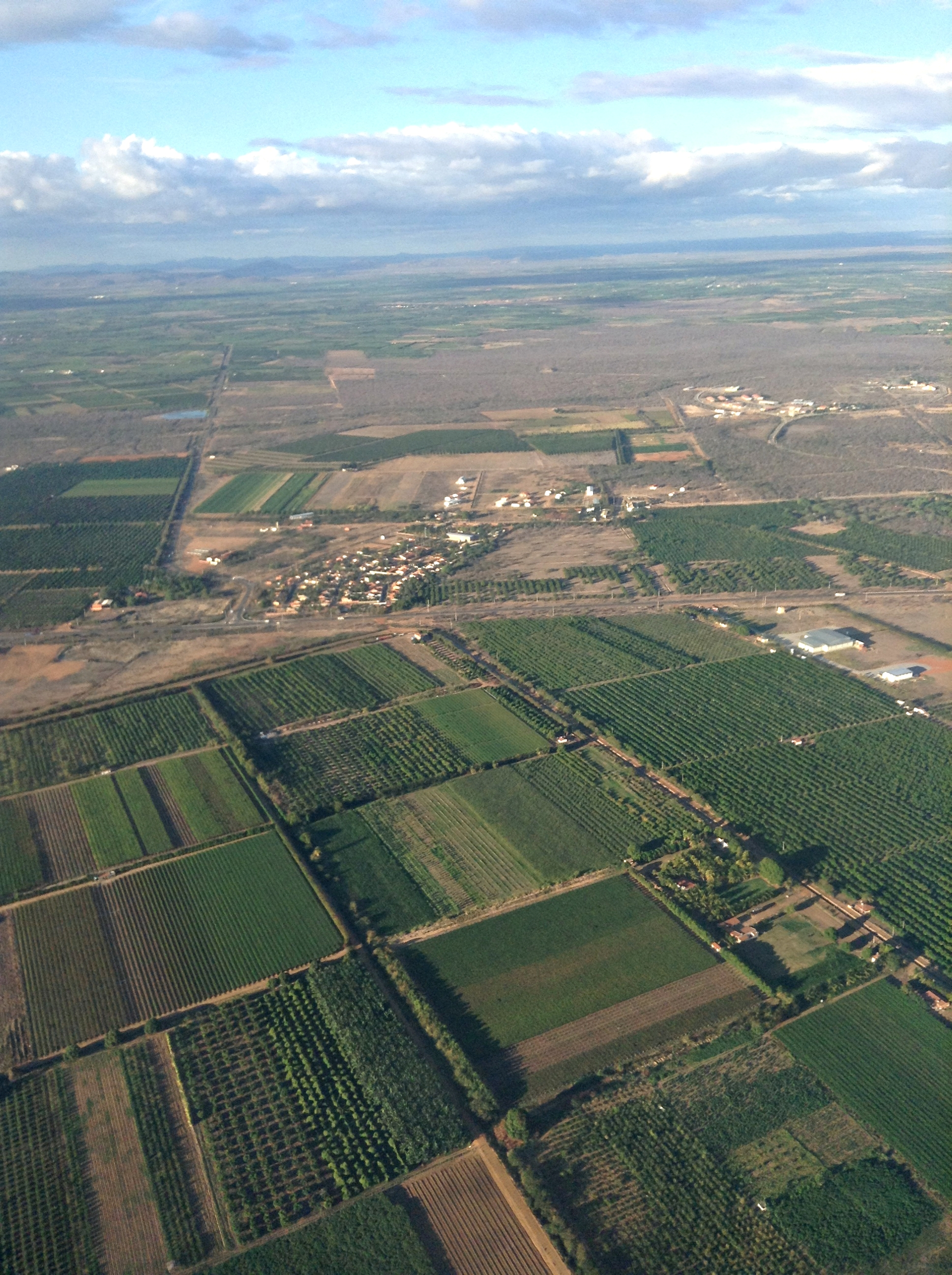
O cultivo da uva é destaque no município.

De acordo com o levantamento feito pelo Instituto Brasileiro de Geografia e Estatística (IBGE), o Produto Interno Bruto (PIB) de Petrolina é o 188.° maior do Brasil e o 7.° maior de Pernambuco. Ainda de acordo com as Contas Regionais de 2021, o valor bruto do seu PIB era de 7 994 036 bilhões de reais e seu PIB per capita foi de 22 244,46 mil reais, sendo 987 724,673 milhões de reais de impostos sobre produtos líquidos de subsídios a preço de mercado.
No ano de 2010, 69,0 % da população com idade igual ou superior a 18 anos era economicamente ativa, enquanto que a taxa de desocupação foi de 10,17 %. Em 2011, no Cadastro Central de Empresas constava que havia cerca de 5 924 unidades locais e 5 645 empresas atuantes, somando também o número de estabelecimentos comerciais. Um total de 58 918 pessoas foram designadas como pessoal ocupado e 52 081 pessoas foram contados como pessoal ocupado assalariado. Os salários adicionados a outras remunerações foram somados em R$ 798 216 mil reais e o salário médio do município foi de 2,1 salários mínimos. Em 2010, o IBGE mostrou que 70,85 % dos domicílios sobreviviam com menos de um salário mínimo por morador, 18,81 % dos moradores sobreviviam com um valor entre um e três salários mínimos por pessoa, 3,09 % com um valor entre três e cinco salários, 2,77 % com um valor superior a cinco salários mínimos e 4,46 % não declararam rendimento.

### Setor primário
O setor primário é o que apresenta o menor valor bruto entre os três setores que compõem o PIB, representando R$ 436 037 milhões de tudo que é produzido na agricultura e na agropecuária, tendo 25,42 % do pessoal ocupado trabalhando neste setor. O Censo Agropecuário 2012 mostrou que o município detinha um rebanho de 21 500 bovinos, 135 800 caprinos, 7 300 asininos, 1 460 equinos, 2 100 muares, 82 400 ovinos e 11 280 suínos. Contou-se também com 5 400 aves (galos, frangas, frangos e pintos), 42 600 galinhas, com uma produção de 410 000 mil dúzias de ovos de galinha. 2 500 vacas foram ordenhadas, obtendo-se 1 535 litros de leite. O município não apresentou resultados na extração de mel de abelha.
Apesar de se localizar numa região semiárida, o município de Petrolina se destaca por sua agricultura irrigada, sendo reconhecida por ter o terceiro maior PIB agropecuário, o segundo maior centro vinícola e o maior exportador de frutas do país. A apreciação dos vinhos e frutas do Vale do São Francisco se dá à sua temperatura elevada quase o ano todo, que expõe as frutas ao estresse contínuo e, assim, atribuindo gostos diferentes. Na lista dos melhores vinhos do Brasil – escolhidos em criteriosa avaliação de especialistas de várias partes do mundo, durante concurso internacional realizado em Petrolina, em setembro de 2009 – o Vale do São Francisco marcou presença, tendo alguns vinhos premiados. Políticas de incentivo aplicadas nas últimas décadas tornaram a região um celeiro de frutas tropicais, que são exportadas para as principais regiões do país e também para a América do Norte, Europa e a Ásia (particularmente o Japão).
| Produção de uva, manga e banana (2012) | Produção de uva, manga e banana (2012) | Produção de uva, manga e banana (2012) |
| -------------------------------------- | -------------------------------------- | -------------------------------------- |
| Produto                                | Área colhida (hectares)                | Produção (tonelada)                    |
| Uva                                    | 4 650                                  | 153 450                                |
| Manga                                  | 7 900                                  | 173 800                                |
| Banana                                 | 1 820                                  | 38 000                                 |

Conforme dados do levantamento feito em 2012 pelo IBGE, os destaques na produção de lavoura temporária foram as plantações de feijão (93 toneladas, 3 280 hectares plantados e 80 hectares colhidos); batata-doce (378 toneladas, 30 hectares plantados e 30 hectares colhidos); melancia (3 520 toneladas, 180 hectares plantados e 180 hectares colhidos); macaxeira (2 057 toneladas, 480 hectares plantados e 235 hectares colhidos); tomate (2 400 toneladas, 60 hectares plantados e 60 hectares colhidos); melão (1 430 toneladas, 65 hectares plantados e 65 hectares colhidos); cebola (2 000 toneladas, 80 hectares plantados e 80 hectares colhidos); cana-de-açúcar (2 325 toneladas, 115 hectares plantados e 75 hectares colhidos); cultivou-se também 260 hectares de sorgo, 3 800 hectares de milho e 400 hectares de mamona, entretanto, não houve colheita.
Na lavoura permanente tiveram destaque o cultivo da uva (153 450, 4 650 hectares plantados e 4 650 hectares colhidos); manga (173 800, 7 900 hectares plantados e 7 900 hectares colhidos); banana (38 000 toneladas, 1 820 hectares plantados e 1 820 hectares colhidos); coco-da-baía (48 600 frutos, 1 620 hectares plantados e 1 620 colhidos); goiaba (73 600 toneladas, 2 230 hectares plantados e 2 230 hectares colhidos); limão (1 190 toneladas, 70 hectares plantados e 70 hectares colhidos); mamão (1 088 toneladas, 68 hectares plantados e 68 hectares colhidos); maracujá (3 200 toneladas, 200 hectares plantados e 200 hectares colhidos).

### Setor secundário
Segundo o Instituto Brasileiro de Geografia e Estatística (IBGE), em 2012 o setor da indústria foi o segundo maior produtor de riqueza para o município. Cerca de R$ 701 495 milhões do seu Produto Interno Bruto era correspondente a tudo gerado pelo setor secundário. Em 2010, 0,12 % do pessoal ocupado estava empregado na indústria extrativa, 5,30 % na indústria de transformação e 7,90 % na construção civil. Devido à alta produtividade na agricultura, impulsionada pela irrigação, grande partes das indústrias presente no município são do setor alimentício. Um dos sub-setores da indústria que mais cresce é o da agroindústria de alimentos, há várias agroindústrias implantadas entre pequenas, médias e grandes, destacando-se a agroindústria alimentar de sucos, polpas, e doces. Em Petrolina a indústria têxtil também marca presença, tendo seu pólo fortalecido com a construção da PetroquímicaSuape, no litoral sul pernambucano, que traiu para o município, em 2010, a fábrica do Grupo Covalan, que investiu cerca de R$ 150 milhões na construção da segunda unidade da São Francisco Têxtil na cidade.
A indústria do município foi o setor que mais apresentou crescimento nos últimos anos, saltando do valor bruto de R$ 442 434 milhões em 2010 para R$ 701 495 em 2011. No ano de 2013, a Agência de Desenvolvimento de Pernambuco (AD Diper) licitou um terreno no Distrito Industrial de Petrolina, tendo as empresas São Francisco Têxtil, Mineração Costa e Bira Comércio de Peças e Serviços vencido o certame e investido cerca de R$ 102 milhões de reais e gerado aproximadamente 1 202 empregos diretos. Em 2012, a AD Diper efetivou a licitação de nove lotes no Distrito Industrial que foram adquiridas por oito indústrias ligadas à área da química, água envasada, vidro e mecânica, tendo o investimento de cerca de R$ 2 milhões de reais e gerando 300 empregos diretos.
De acordo com a Secretaria de Desenvolvimento Econômico de Pernambuco, entre os anos de 2007 e 2013 cerca de 28 indústrias foram atraídas para o DI petrolinense, as empresas instaladas movimentam os diversos setores industriais, como bebidas, alimentos, plástico, têxtil, metalmecânica, agroindústria e minerais não metálicos. Houve um investimento total de R$ 214,8 milhões de reais e gerando 2 590 novas vagas de emprego. As empresas usufruíram dos benefícios fiscais concedido governo através do Programa de Desenvolvimento de Pernambuco (Prodepe), que concede até 95% de crédito presumido do saldo devedor do Imposto sobre Circulação de Mercadorias e Serviços (ICMS). O Distrito Industrial do município é uma das locomotivas de desenvolvimento na região do São Francisco pernambucano. O condomínio que forma o complexo é composto por uma área de 500 hectares, dos quais 57 hectares de área já haviam sido arrematados em 2013. No total, 51 empresas formam o local, que recebeu desde 2007 mais de R$ 3,2 milhões de reais com gastos de manutenção, conservação e recuperação do anel viário de acesso.

### Setor terciário
Conforme as Contas Regionais, divulgadas pelo IBGE em 2012, o setor terciário é o maior produtor de riqueza do município, correspondendo a aproximadamente 60% da economia petrolinense, equivalendo a um valor bruto de R$ 2 271,056 bilhões de reais. Segundo o Atlas do Programa de Desenvolvimento das Nações Unidas, 7,90 % do pessoal ocupado trabalhava na construção civil, 0,94 % nos setores de utilidade pública, 18,74 % no comércio e 37,07 % no setor de prestação de serviços.
O comércio de Petrolina é muito diversificado e descentralizado, tendo a região central da cidade como o principal pólo comercial da cidade, concentrando lojas de redes nacionais e internacionais, como as Casas Bahia, Cacau Show, Subway, Lojas Americanas, Lojas Insinuante, Eletro Shopping, Farmácia Pague Menos, Magazine Luiza, entre outras. Nas avenidas que circundam o perímetro urbano, é perceptível a presença do comércio de materiais de construção, peças e serviços automotivos. Os bairros petrolinenses dispõem de estruturas complexas de comércio. Petrolina é considerada uma cidade-tronco, seu comércio abastece município vizinhos, o que faz da cidade um centro atacadista de alimentos, medicamentos e vestuário.

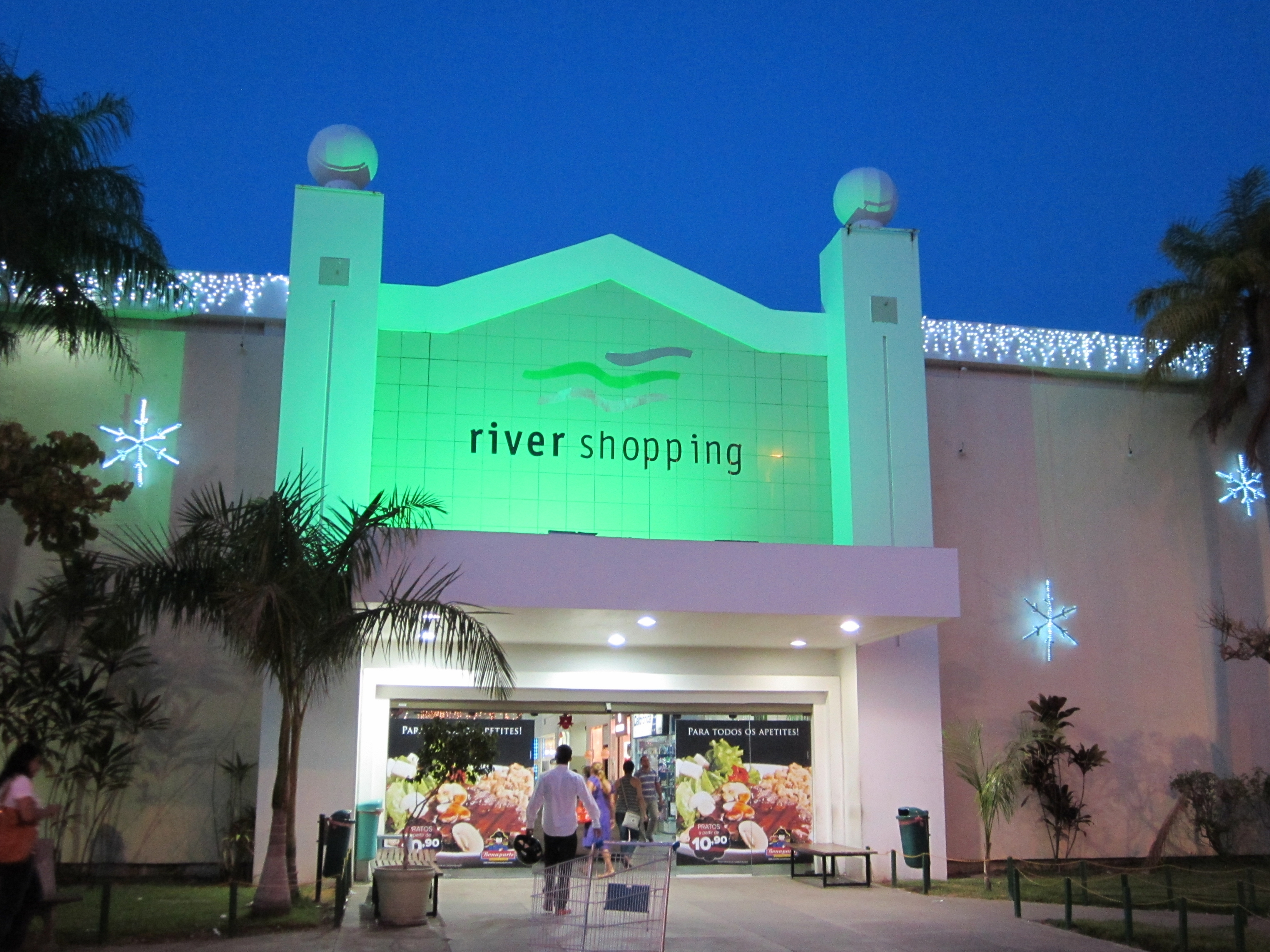
Entrada sul do River Shopping.

Inaugurado em outubro de 1995, o River Shopping é o maior centro de lazer, entretenimento, serviços e compras do Vale do São Francisco. Com sua localização estratégica, localizada na região central de Petrolina e a apenas dois quilômetros da cidade de Juazeiro, o shopping é um dos maiores empreendimentos do município em geração de emprego e renda, oferecendo 1 500 empregos diretos e outros 3 000 indiretos. O centro de compras possui 139 operações dentre lojas satélites, lojas-âncora, megalojas, quiosques e praça de alimentação, esta última possuindo 18 operações diversificadas. Em relação ao lazer e entretenimento, no espaço encontram-se o Playtoy e o cinema, com 4 salas, sendo uma com tecnologia 3D. Todo o ambiente é climatizado e seguro, disposto de um estacionamento de 1 500 vagas e uma média diária de público de 24 mil visitantes. No início de sua operação, o shopping dispunha de apenas 73 lojas construídas numa área de 23 550 m². Com a expansão realizada recentemente, o centro passa a abrigar 130 lojas ocupando uma área de 36 343 m². Foram investidos cerca de R$ 10,5 milhões em um novo corredor que conta com três lojas-âncora, 29 lojas-satélite e sete quiosques. Com a criação desta quarta etapa, o River passou a contar com ainda mais lojas. Com essa expansão, foram gerados aproximadamente mais 600 empregos diretos, que junto aos indiretos somam mil postos de trabalho.

## Infraestrutura

### Educação

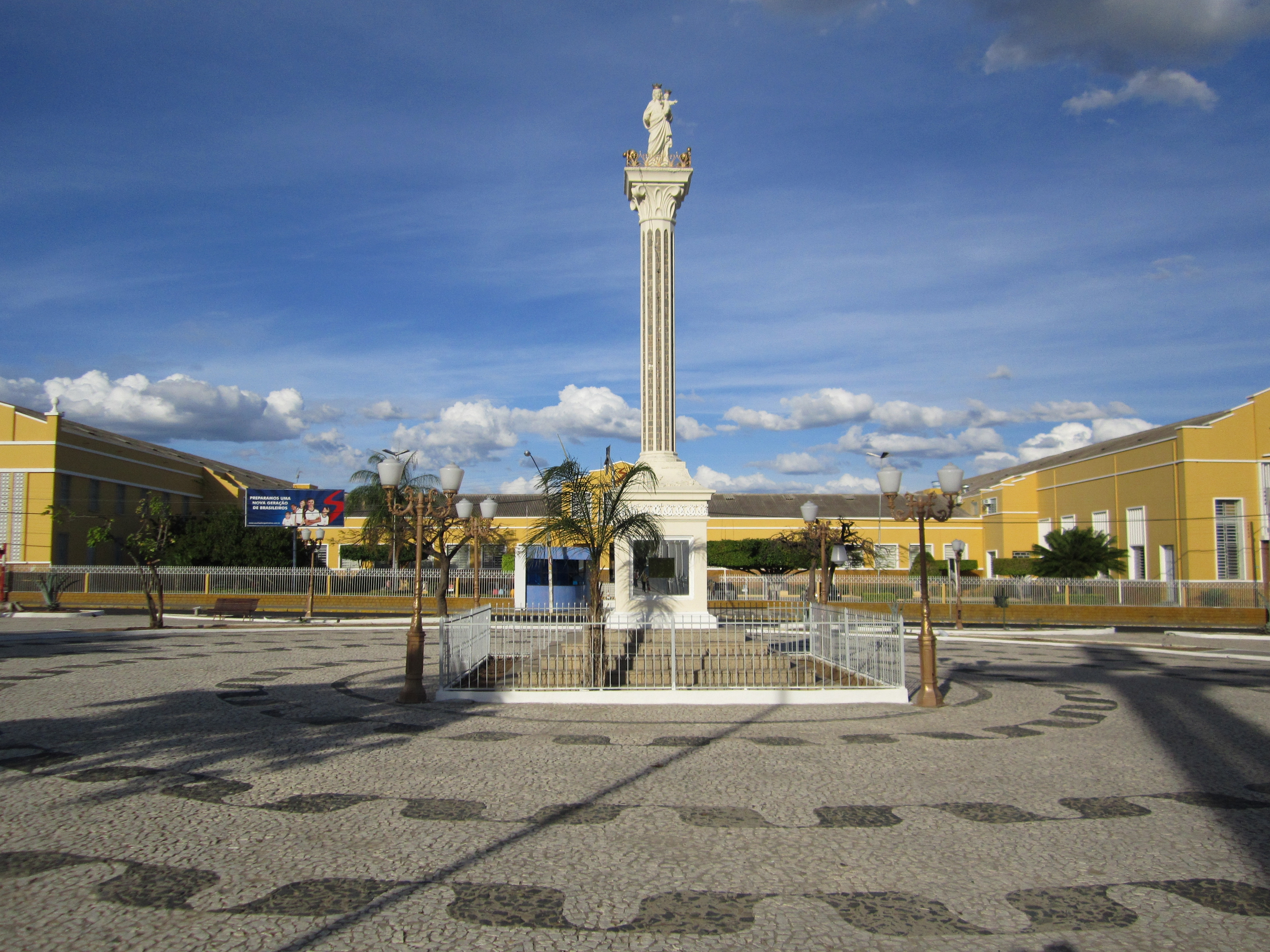
Praça Maria Auxiliadora e Colégio Nossa Senhora Auxiliadora.

Como uma futura metrópole, a cidade de Petrolina-PE destaca-se no âmbito da educação. No âmbito particular, destacam-se os Colégio Nossa Senhora Auxiliadora (Rede Salesiana), o Colégio Diocesano Dom Bosco e o Colégio Motivo.[carece de fontes?]
Já no âmbito público de ensino, destacam-se o Colégio da Polícia Militar de Pernambuco - Anexo I, o Colégio de Aplicação (UPE), o Instituto Federal de Educação (IF-PE), a EREM Doutor Pacífico Rodrigues da Luz e a EREM Otacílio Nunes de Souza.[carece de fontes?]
Universidades

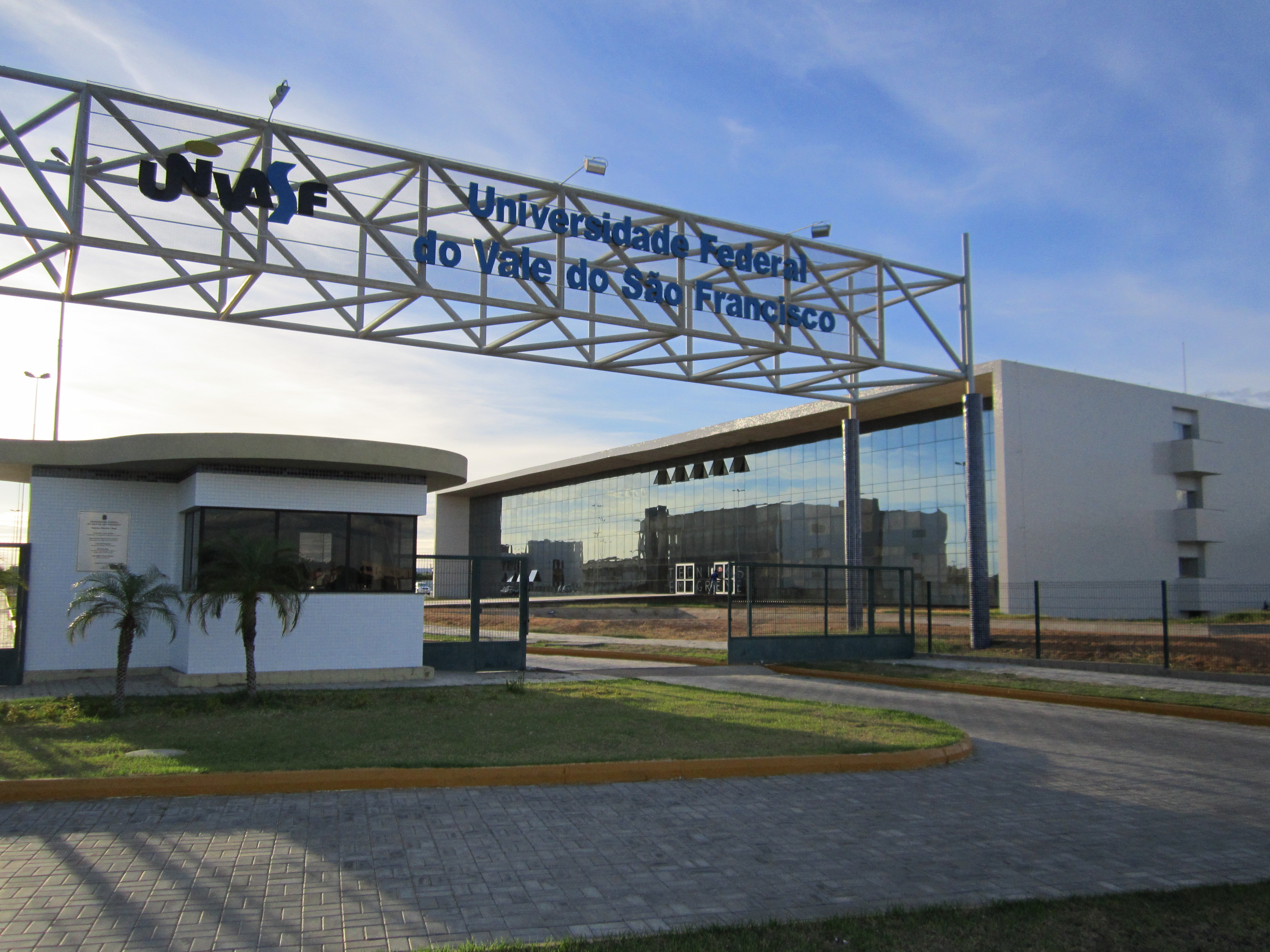
Universidade Federal do Vale do São Francisco - Campus Petrolina (sede da instituição).

- Universidade de Pernambuco (UPE): Ciências Biológicas, Enfermagem,  Fisioterapia, Geografia, História, Letras (Português e suas literaturas), Letras (Inglês e suas literaturas), Matemática, Nutrição, Pedagogia.
- Universidade Federal do Vale do São Francisco (UNIVASF) - Campus Petrolina: Administração de Empresas, Ciências Biológicas, Educação Física, Enfermagem, Engenharia Agronômica, Farmácia, Medicina, Medicina Veterinária, Psicologia, Zootecnia.
- Instituto Federal do Sertão Pernambucano (IF-Sertão): Agroecologia,  Agronomia, Alimentos, Licenciatura em Computação, Física, Horticultura, Música, Química, Viticultura e Enologia.
- Faculdade de Petrolina (FACAPE): Administração de Empresas, Ciências da Computação, Ciências Contábeis, Comércio Exterior, Direito, Economia, Gestão da Tecnologia da Informação,  Serviço Social, Gestão de Lojistica e Gestão de Recursos Humanos, Medicina e Psicologia.
- Faculdade UNINASSAU Petrolina: Cursos presenciais: Biomedicina, Fisioterapia, Nutrição, Educação Física (bacharelado), Farmácia, Enfermagem, Psicologia, Radiologia, Engenharia Civil, Engenharia Mecânica, Engenharia de Produção, Engenharia Elétrica, Administração, Ciências Contábeis, Pedagogia, Serviço Social, Agroindústria, Enologia e Viticultura, Gestão Comercial, Logística, Segurança no Trabalho, Recursos Humanos e mais de 35 cursos de cursos de Graduação a distância. uninnasau.edu.br
- Faculdade de Tecnologia e Ciências (FTC) - Campus Petrolina: Arquitetura, Engenharia Civil, Engenharia Elétrica, Psicologia e Administração.
- Faculdade de Educação Superior de Pernambuco (FACESP): Administração de Empresas, Educação Física, Pedagogia.
- Faculdade Metropolitana [72] (FAM): Serviço Social.
- SOBERANA Faculdade de Saúde de Petrolina: Odontologia, Enfermagem e Farmácia.

### Transportes

#### Aeroporto
O Aeroporto Internacional de Petrolina - Senador Nilo Coelho se firma como um dos principais do Nordeste, impulsionado pela produção do Vale do São Francisco, maior exportador de frutas do Brasil e responsável pela maior taxa de crescimento econômico da região. O Aeroporto serve aos municípios de Petrolina, Lagoa Grande, Afrânio e Dormentes, em Pernambuco, e aos municípios de Juazeiro, Casa Nova, Sobradinho e Curaçá, na Bahia. E também a 53 municípios dos estados de Pernambuco, Bahia, Piauí.[carece de fontes?]
Investimentos federais transformaram o aeroporto no segundo maior de Pernambuco e a pista de pouso e decolagem na segunda maior do Nordeste. Possuindo também o maior terminal de cargas refrigeradas do país com seis câmaras frigoríficas, capacidade de armazenamento de 17 mil caixas cada uma, e dois túneis de resfriamento o aeroporto está preparado para atender a demanda de exportação de frutas da região. Com 3.250 metros de extensão, a pista recebe grandes aviões cargueiros, com capacidade para até 110 toneladas. Contando com 19 pontos comerciais dentro do conceito de Aeroshopping. O aeroporto de Petrolina oferece caixas eletrônicos, telefones públicos, restaurantes e cafés, lojas de artesanato e produtos regionais. Atualmente, três empresas aéreas atuam nesse aeroporto, Passaredo Linhas Aéreas, Azul Linhas Aéreas Brasileiras e Gol Linhas Aéreas Inteligentes.[carece de fontes?]

#### Transporte coletivo
Atualmente há 80 ônibus, fiscalizados pela AMMPLA (Autarquia Municipal de Mobilidade de Petrolina). Sendo eles operados pela empresa Atlântico Transportes. Há, ainda, a linha intermunicipal Joafra (Petrolina-Juazeiro). (FONTE: Prefeitura de Petrolina e AMMPLA)

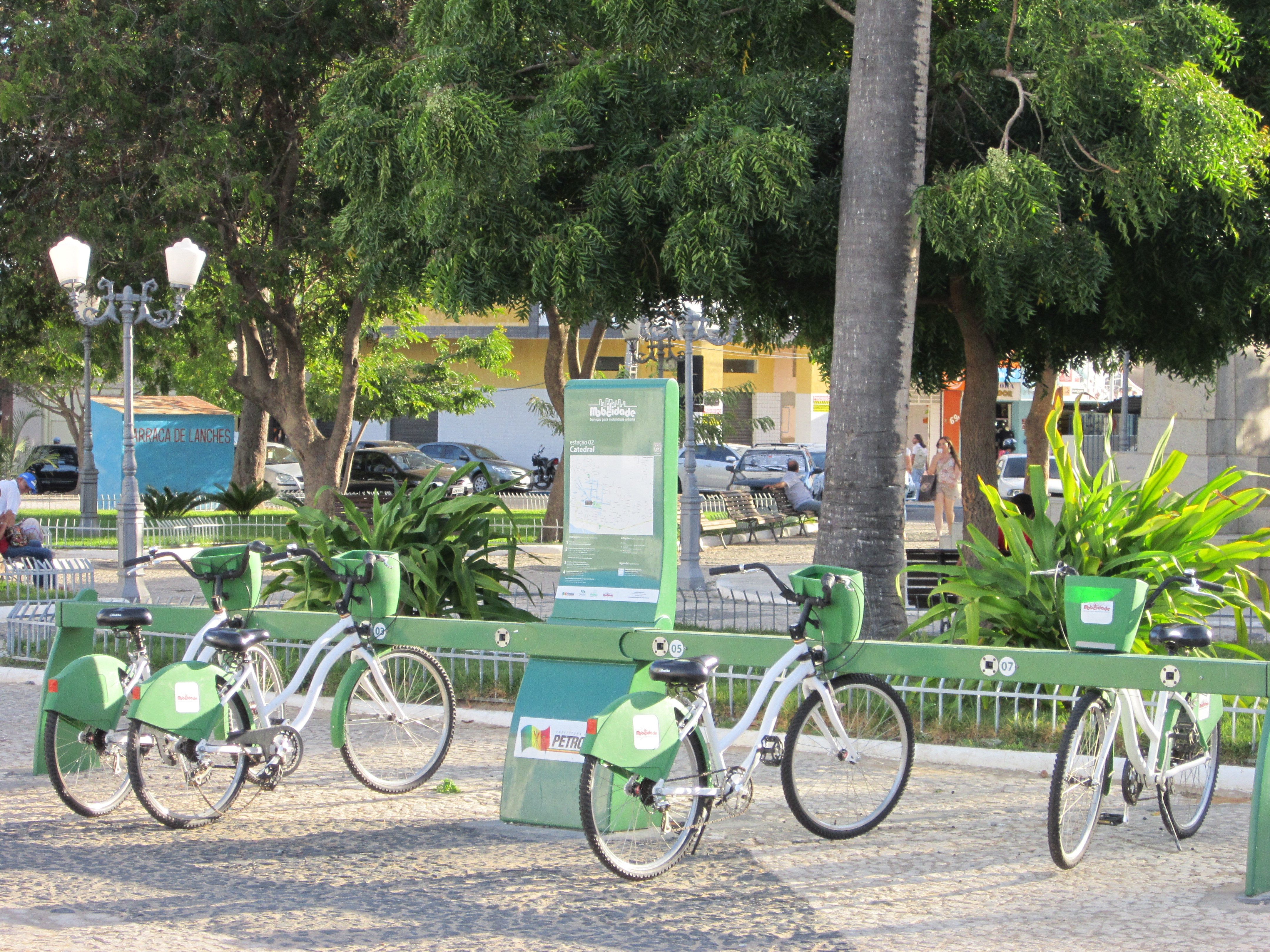
Um dos pontos de aluguel de bicicleta de Petrolina.

O maior número de veículos é de motos (36.253) e de carros (28.767); enquanto o menor número é o de tratores de roda: especiais (2) e tratores normais (156). Segundo a AMMPLA 66 ônibus coletivos atendem a população.
| Tipo de Veículo | Quantidade |
| --------------- | ---------- |
| Motocicleta     | 46.643     |
| Automóvel       | 41.499     |
| Caminhonete     | 7.024      |
| Motoneta        | 5.604      |
| Caminhão        | 3.751      |
| Camioneta       | 3.509      |
| Ônibus          | 490        |
| Micro-Ônibus    | 262        |
| Trator          | 222        |
| TOTAL           | 111.671    |

Dados de Agosto/2014, (Fonte: DETRAN-PE).

#### Transporte coletivo rodoviário
No setor de transporte coletivo rodoviário há o Terminal Rodoviário Governador Nilo Coelho, que é responsável pelo fluxo de linhas de ônibus para outras cidades de Pernambuco e também interestaduais. O terminal é administrado pela Socicam.

### Telecomunicações

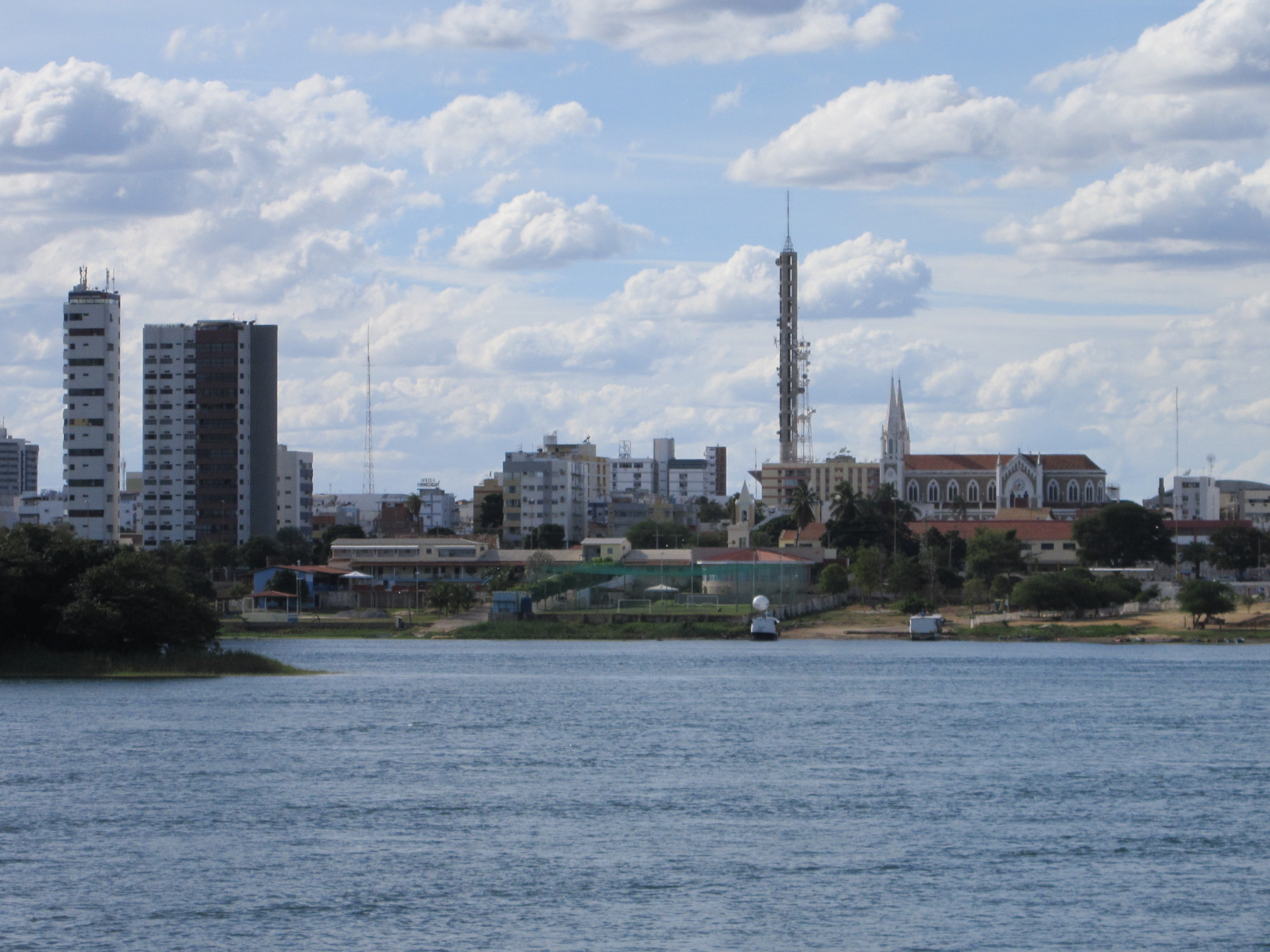
Torres de transmissão em Petrolina.

São ao todo 11 emissoras de televisão que podem ser sintonizadas na cidade. A mais conhecida é a TV Grande Rio, afiliada à Rede Globo. As emissoras Rede Bandeirantes, Sistema Brasileiro de Televisão e RedeTV! não possuem sinal aberto na cidade atualmente. A primeira emissora à disponibilizar seu sinal digital, em Petrolina, Foi a TV Grande Rio, seguida da Rede Vida, em 2014.[carece de fontes?]
Todas as rádios da cidade têm sede no próprio município, com exceção da Rio Pontal FM sediada em Afrânio e a Rede Brasil de Comunicação FM, sediada em Recife.[carece de fontes?]

## Cultura

### Esportes
O Carrancas Futebol Americano é uma equipe de futebol americano sediada em Petrolina, criada em 2013 por um grupo de praticantes locais do esporte. A equipe compete em campeonatos regionais e nacionais, tendo participado da Liga Nordeste de Futebol Americano, considerada a segunda divisão do campeonato nacional.
Em 2018, o time ganhou destaque ao contratar dois atletas dos Estados Unidos como reforço para a Liga Nordeste.
Os jogos da equipe são realizados no Estádio Paulo de Souza Coelho, onde o time mobiliza torcedores da região.
Em Petrolina destacam-se atletas como Ivan Petrolina (Ivan Raimundo Pinheiro) que participou das Olimpíadas de Barcelona de 1992 e dos Estados Unidos de 1996, pela Seleção Brasileira de Handebol. Ivan se tornou o primeiro pernambucano a participar dos jogos na modalidade.
Petrolina já teve um futebol amador: times como Caiano Sport Club, América, Náutico, Ferroviária, Palmeiras e outros abrilhantavam as tardes de domingo no então Estádio da Associação Rural (hoje Estádio Paulo Coelho). Hoje são os clubes Petrolina Social Futebol Clube e 1º de Maio Esporte Clube, os quais se revezam entre a primeira e a segunda divisão do Campeonato Pernambucano de Futebol. O Petrolina Social Futebol Clube conquistou o Campeonato Pernambucano da 2ª Divisão nos anos de 2001, 2010 e 2018.
Petrolina abriga a sede da Associação Petrolinense de Atletismo (APA) que funciona no prédio do SENAI. Em Petrolina destacam-se atletas como Francisco Coelho, campeão brasileiro paraolímpico e medalhista de ouro nos Jogos Parapan-Americanos de 2011 nos 1500 m T37.[carece de fontes?]
O Circuito de Aventura Rio da Integração, as corridas de aventura que acontecem no Vale do São Francisco. As corridas envolvem diversas modalidades esportiva como corrida, trekking, bike, flutuação, canoagem, praticas e técnicas verticais e orientação, é crescente o número de pessoas que procuram esse esporte para cuidar da saúde, se desafiar e curtir o cenário ideal que o Vale do São Francisco proporciona. Os principais grupos existentes são Caatinga Extreme, Desafio dos Sertões, Casco de Peba, Insanos Adventure, Pedal do Vale, Pedal Rosa e Pé Laskado.[carece de fontes?]